# Proceso de destitución de Dilma Rousseff
| Proceso de destitución de Dilma Rousseff |
| --- |
| De arriba, de izquierda a derecha: Rousseff es anunciada como la candidata presidencial del Partido de los Trabajadores junto a Luiz Inácio Lula da Silva; Rousseff es elegida presidenta en 2010; Eduardo Cunha, presidente de la Cámara de Diputados, anuncia la apertura de un proceso de juicio político en diciembre de 2015; Rousseff da un discurso durante su segunda toma de posesión en enero de 2015; Rousseff, como presidenta suspendida, durante su juicio de impeachment en el Senado; Eje Monumental en Brasilia el día de la votación del juicio político con manifestaciones a favor y en contra de Dilma; Dilma da su último discurso tras su destitución. |
| Informaciones |
| Autores: Hélio Bicudo, Miguel Reale Júnior y Janaina Paschoal |
| Acusaciones: pedaladas fiscales, Operación Lava Jato (corrupción en Petrobras) y crimen de responsabilidad |
| Inicio del proceso: 2 de diciembre de 2015 |
| Final del proceso: 31 de agosto de 2016 (destitución de la presidenta Dilma Rousseff) |
| Votación final: 61 senadores (a favor de su destitución) y 30 (en contra) |
| Votación en la Cámara: 17 de abril de 2016 Horario: A partir de las 14:00 (UTC−3) |
| Votaciones |
| Admissibilidade: aprobado por 38 votos a 27 en la Comisión del Impeachment de la Cámara de Diputados |
| Predecesor: Proceso de destitución de Fernando Collor |
| Sucesor: Ninguno hasta la fecha |

El proceso de destitución de Dilma Rousseff consistió en una cuestión procesal abierta con vistas al juicio político que determinó la continuidad de su mandato como presidenta de la República Federativa del Brasil. El proceso se inició con la aceptación, el 2 de diciembre de 2015, por el presidente de la Cámara de los Diputados, Eduardo Cunha, de la denuncia por crimen de responsabilidad ofertada por el procurador de justicia jubilado Hélio Bicudo y por los abogados Miguel Reale Júnior y Janaina Paschoal.
Las acusaciones versaban sobre violación a la ley presupuestaria y a la ley de probidad administrativa por parte de la presidenta, así como sobre sospechas de su implicación en actos de corrupción en Petrobras, que han sido objeto de investigación por la Policía Federal, en el ámbito de la Operación Lava Jato. Sin embargo, hubo juristas que desestimaron la denuncia de los tres abogados, afirmando que las llamadas "pedaladas fiscales" no caracterizan improbidad administrativa y que no existe prueba de implicación de la presidenta en crimen doloso que pueda justificar el impedimento.
Las votaciones se realizaron la tarde del 17 de abril de 2016, en la Cámara de Diputados, y la mañana del 12 de mayo de 2016, en el Senado, para decidir si Dilma Rousseff debería ir a juicio político. El resultado final fue de 357 votos a favor, 137 en contra y 7 abstenciones en la Cámara y de 55 votos a favor y 22 en contra en el Senado, por lo que fue apartada del gobierno durante 180 días (mientras se realizó la investigación) y el vicepresidente Michel Temer asumió la presidencia a las 24 h de ese mismo día.

## Antecedentes

### Pedaladas fiscales y corrupción en Petrobras
Las pedaladas fiscales son un término usado por los medios para describir una maniobra contable del Gobierno, que sirvió para pasar la impresión de que él recaudaba más de lo que gastaba, mientras la realidad era exactamente lo contrario. El Gobierno no estaba pagando a los bancos públicos y privados que financiaban programas sociales como Bolsa Familia. Entonces, para que los beneficiarios no dejaran de recibir, los bancos corrían con los gastos solos, sin recibir la compensación gubernamental. Sin embargo, el Tribunal de Cuentas de la Unión, en decisión unánime, consideró esa operación un préstamo de los bancos, no pagado por el Gobierno, y que hería la Ley de Responsabilidad Fiscal. Aunque el TCU sea un órgano auxiliar del Legislativo y no tenga poderes para condenar el jefe del Ejecutivo, él oferta un parecer previo, que puede o no ser acatado por el Congreso Nacional, abriendo incluso la posibilidad de un proceso de impedimento de la Presidente de la República.
Había también el esquema de corrupción en Petrobras. Era una operación ilegal, con desvío de dinero de la estatal para empresas y políticos, funcionando como un esquema de propinas y también como un probable abastecimiento de campañas de la Presidenta Dilma. En el total, fueron acusados cincuenta políticos de seis partidos y diez empresas, de las cuales la más importante fue Odebrecht. El juez federal de Paraná — donde la operación tuvo inicio — Sérgio Moro, especialista en crímenes financieros, quedó responsable por los procesos que no envolvieron políticos, pues estos poseen foro especial por prerrogativa de función y deben ser investigados en el Supremo Tribunal Federal (STF). La investigación quedó conocida como Operación Lava Jato y contó con varias colaboraciones premiadas para llegar a nombres como Eduardo Cunha. Pero la Presidenta Dilma no era blanco de acusaciones formales en esa operación.

### Contexto político

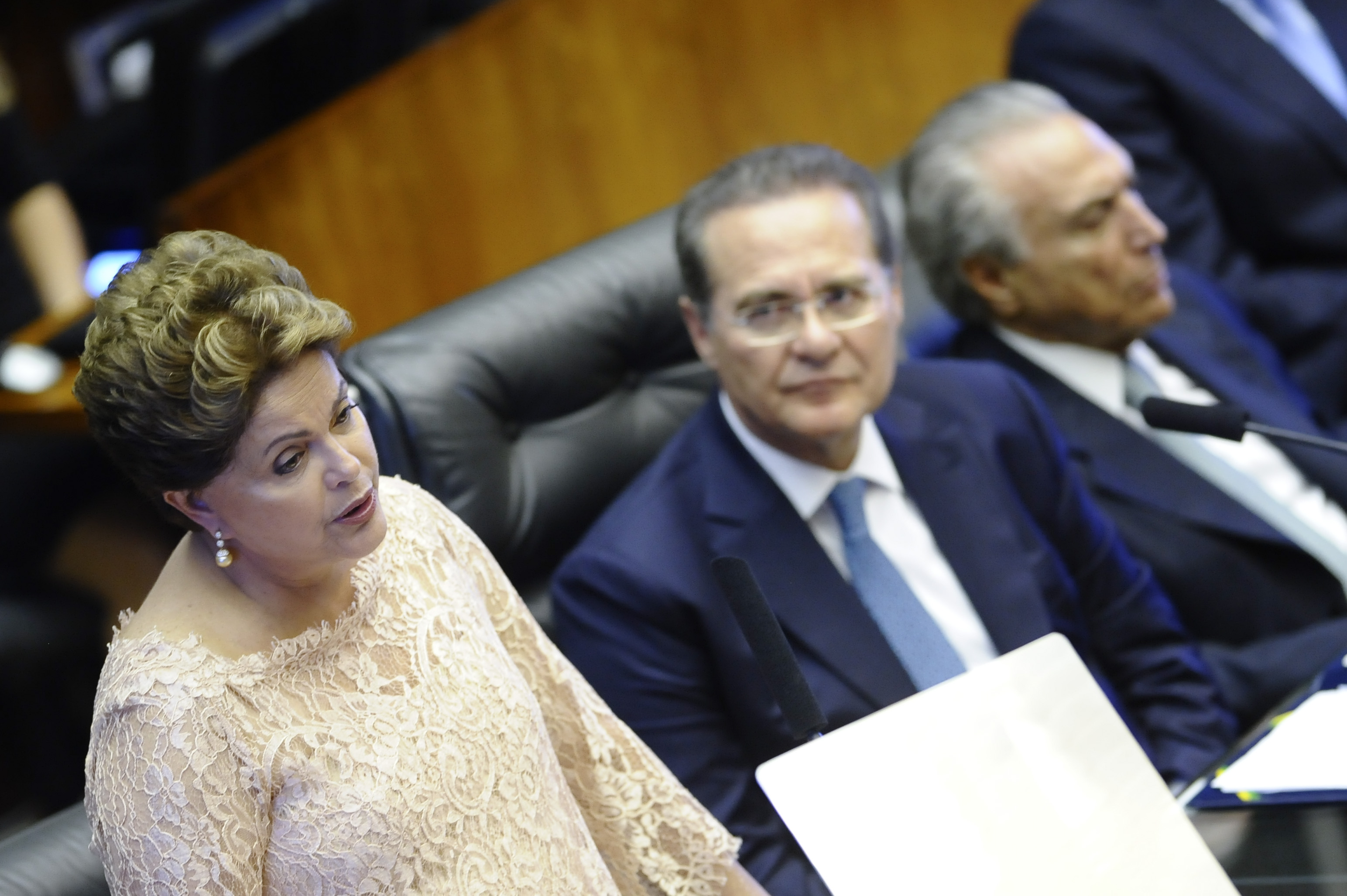
Dilma Rousseff discursando en la ceremonia de posesión de su segundo mandato, el 1º de enero de 2015. Atrás de ella están el presidente de Senado, Renan Calheiros, y el vicepresidente de la República, Michel Temer.

Dilma fue reelecta, en los respectivos comicios de 2014, con 51,64% de los votos válidos, siendo esta la elección presidencial más estrecha de la historia del país. Después de haber sido investida el 1º de enero de 2015, ella inició su segundo mandato debilitada, principalmente debido a las crisis económica y política, lo que la llevó a alcanzar 9% de aprobación en una encuesta del Ibope realizada en julio de aquel año, el más bajo índice de aprobación para un presidente de la República. Desde el 15 de marzo de 2015, diversas protestas reunieron miles de personas en todo el país para pedir, entre otras demandas, el impeachment (juicio político) o la renuncia de la presidenta.
Pero, la complejidad política del proceso iba además seguida de la violación de la ley presupuestaria. El presidente de la Cámara de los Diputados, Eduardo Cunha, era investigado en la Operación Lava Jato, bajo denuncias de haber recibido propinas de la Petrobras y de mantener cuentas secretas en Suiza. Consecuentemente, Cunha corría el riesgo de perder su mandato, pues el Consejo de Ética de la Cámara movía un proceso contra él. Surgieron rumores sobre tentativas en consonancia entre el diputado y los petistas, a fin de concluir ese proceso, los cuales él desmintió vigorosamente. Cuando los petistas anunciaron su apoyo a la pérdida del mandato de Cunha en el Consejo de Ética, él habría aceptado el pedido de impedimento como instrumento de chantaje.

### Investigaciones de opinión
Desde que el impedimento de Dilma pasó a ser motivo de debates y a ocupar gran espacio en los medios, los principales institutos de investigaciones del país pasaron a realizar investigaciones de opinión sobre el asunto. En general, la cuestión colocada ha sido: "¿Dilma Rousseff debe ser removida de la presidencia?"
o "¿El Congreso Nacional debería abrir un proceso de impedimento contra la Presidente Dilma?"
| 7–8 Abr   | Datafolha              | 2.779  | 61%   | 33%   | 6%   | 28%   |
| 28–29 Mar | Idea Inteligencia      | 10.005 | 69%   | 31%   | —    | 38%   |
| 17–18 Mar | Datafolha              | 2.794  | 68%   | 27%   | 5%   | 41%   |
| 24–25 Feb | Datafolha              | 2.768  | 60%   | 33%   | 3%   | 27%   |
| 17–18 Feb | CNT                    | 2002   | 55,6% | 40,3% | 4,1% | 15,3% |
| 13–27 Ene | Ipsos                  | 1.200  | 60%   | 22%   | 18%  | 38%   |
| 22–26 Ene | Paraná Investigaciones | 2004   | 59,4% | 38,2% | 2,4% | 21,2% |
| 2016      |                        |        |       |       |      |       |
| 16–17 Dic | Datafolha              | 2.810  | 60%   | 34%   | 6%   | 26%   |
| 5–9 Dic   | Ibope                  | 2002   | 67%   | 28%   | 4%   | 39%   |
| 24–25 Nov | Datafolha              | 3.541  | 65%   | 30%   | 5%   | 35%   |
| 20–24 Oct | Datafolha              | 2002   | 61,3% | 33,8% | 4,9% | 27,5% |
| 6 Ago     | Datafolha              | 3.358  | 66%   | 28%   | 5%   | 38%   |
| 21 Jul    | CNT/MDA                | 2002   | 62,8% | 32,1% | 5,1% | 30,7% |
| 11 Abr    | Datafolha              | 2.834  | 63%   | 33%   | 4%   | 30%   |
| 21 Mar    | CNT/MDA                | 2002   | 59,7% | 34,7% | 5,6% | 25%   |

El Datafolha también oyó 315 diputados federales, entre los días 7 y 18 de diciembre de 2015. 215 (42%) eran favorables al impedimento. Como serían necesarios 342 votos, aún faltaban 127. Del otro lado, 159 diputados (31%) dijeron que votarían contra el impedimento, por lo tanto aún eran necesarios 12 votos más para alcanzar la marca de 171, que evitaría la pérdida del cargo. Los 27% restantes estaban indecisos. De los diputados governistas, 26% del total eran favorables y 33% de los miembros del PMDB querían el impedimento. La investigación mostró una ligera mejora para la Presidente, en relación a otra investigación, hecha en octubre de aquel año.

## Proceso en el Congreso Nacional

### Aceptación del pedido

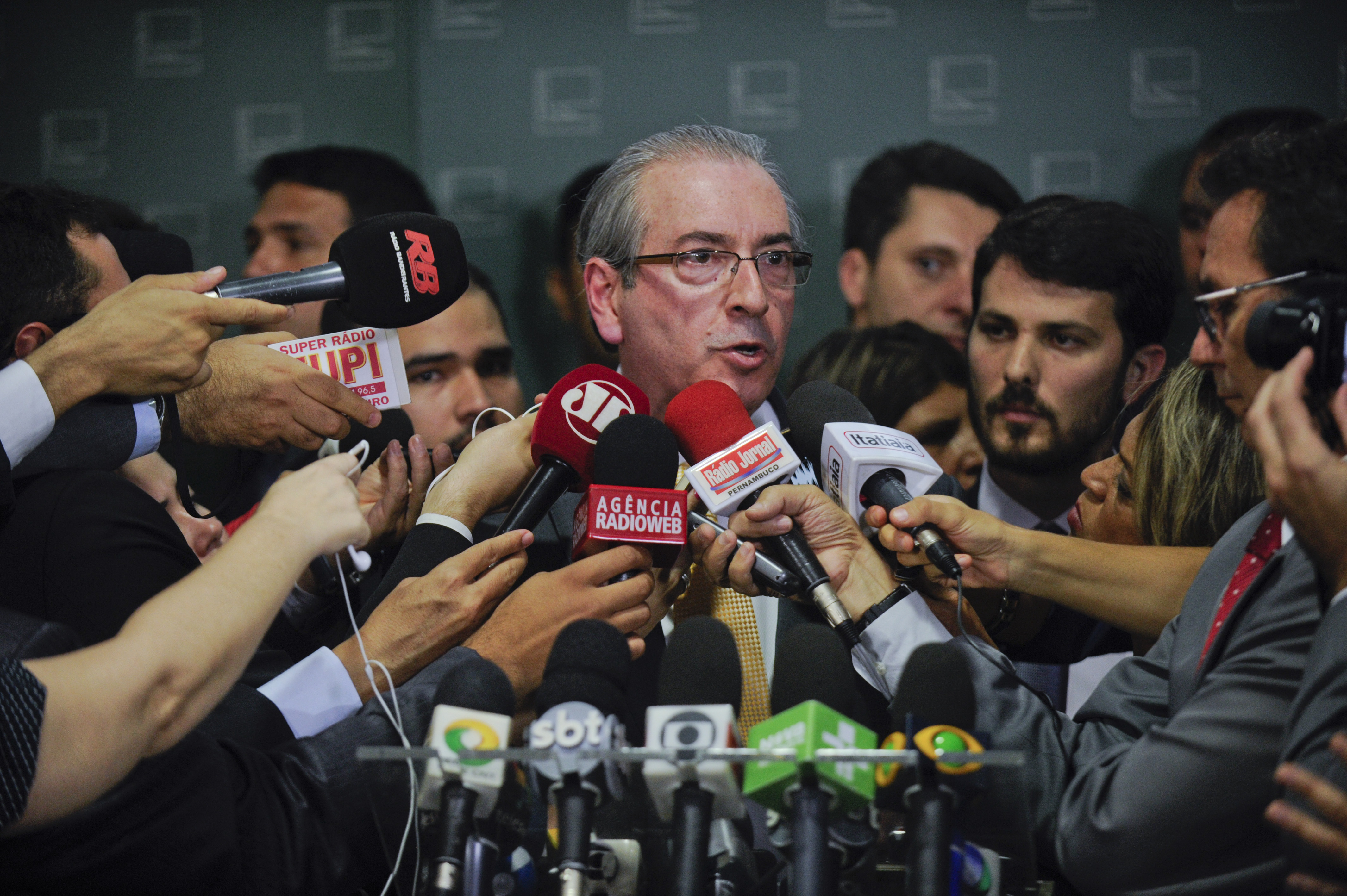
Eduardo Cunha declara que aceptó la apertura del proceso, en 2 de diciembre de 2015.

Hubo 37 pedidos de impedimento protocolados en la Cámara de los Diputados, hasta septiembre de 2015, contra Dilma Rousseff, pero el presidente de la casa acogió solo el pedido redactado por Hélio Bicudo y por los abogados Miguel Reale Júnior y Janaina Conceição Paschoal. Los movimientos sociales pro-impedimento" (como el Movimiento Brasil Libre y el Movimiento Viene Para Calle) decidieron adherir al requerimiento de Bicudo, que contó también con el apoyo de parlamentarios y de la sociedad civil, la cual organizó un abajo-firmado en apoyo al impedimento de la Presidente de la República.
Los abogados intentaron, en el documento presentado a la Cámara, asociar Dilma Rousseff a la Operación Lava Jato, a la omisión en casos de corrupción, a la investigación de tráfico de influencia contra el expresidente Luís Inácio Lula de Silva y a las pedaladas fiscales. Además de eso, contribuyeron para sostener el pedido los seis decretos firmados por la presidenta en el ejercicio financiero de 2015, en desacuerdo con la ley de directrices presupuestarias, y que fueron publicados sin la autorización del Congreso Nacional.

### Argumentos del pedido

#### Petrobras y Pasadena

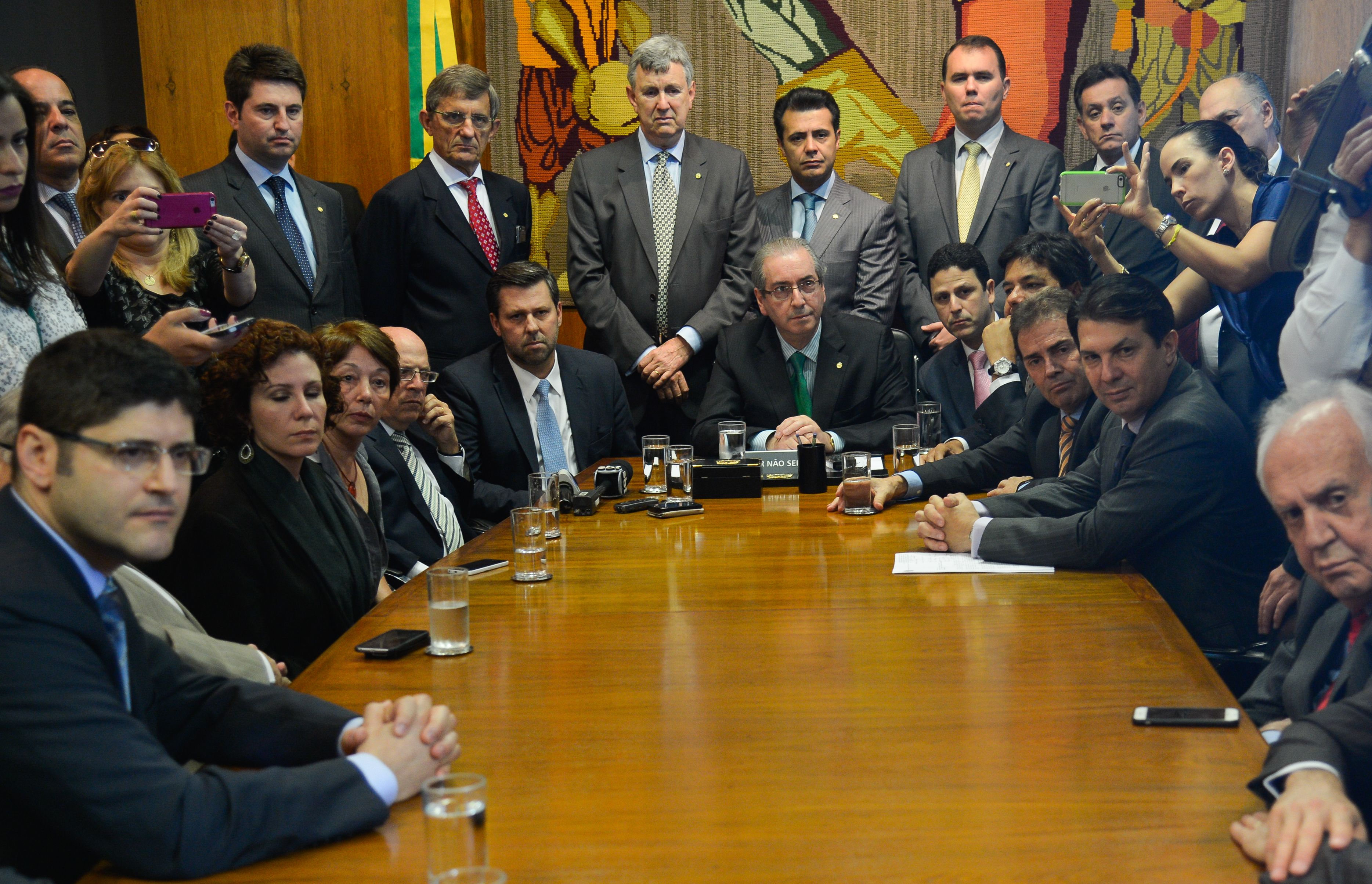
El jurista Miguel Reale Jr. y la hija de Hélio Bicudo, Maria Bicudo, entregan la Cunha el pedido de impeachment de la presidenta Dilma.

Para los juristas autores del pedido acepto, Dilma no actuó como debería para punir las irregularidades que existían en la Petrobrás. Ellos dijeron textualmente que la presidenta actuó como si nada supiera, como si nada hubiera ocurrido, manteniendo sus asistentes intocables y operantes en la máquina de poder instituida, a la revelia de la ley y de la Constitución. Según el texto del pedido, hubo una maquiagem deliberadamente orientada a pasar para la nación la sensación de que Brasil estaría económicamente saludable.

#### Decretos sin autorización
Según el pedido, Dilma hizo editar, los años de 2014 y 2015, una serie de decretos que resultaron en la apertura de créditos suplementarios, de valores muy elevados, sin la autorización del Congreso Nacional, en la orden de R$ 18,4 mil millones. Según los autores, Dilma tenía conocimiento de que la meta de superavit primario prevista en la ley de directrices presupuestarias no estaba siendo cumplida desde 2014, pues fue el propio gobierno quien presentó el proyecto de ley pidiendo el repaso de la meta, una confissão, del punto de vista de ellos, de que la meta no estaba y no sería cumplida. Pero, aun así, expidió los decretos sin la autorización previa del Legislativo.

#### Pedaladas fiscales
Lo pedido también citaba las llamadas pedaladas fiscales, las cuales permitieron que el gobierno Dilma inflara artificialmente sus resultados y mejorara el superavit primario en determinados periodos. Según los juristas, las pedaladas caracterizaban crimen de responsabilidad. El texto se hizo incisivo en la cuestión de la prohibición de las pedaladas, afirmando que tal conducta revelaba la presencia de los principios inspiradores de Maquiavel en el Gobierno Federal, en la medida en que los fines justificaron los medios, pues el objetivo único y exclusivo de las pedaladas era forjar una situación fiscal del país que inexistia, sin el temor de afrontar la ley para llegar al resultado esperado.

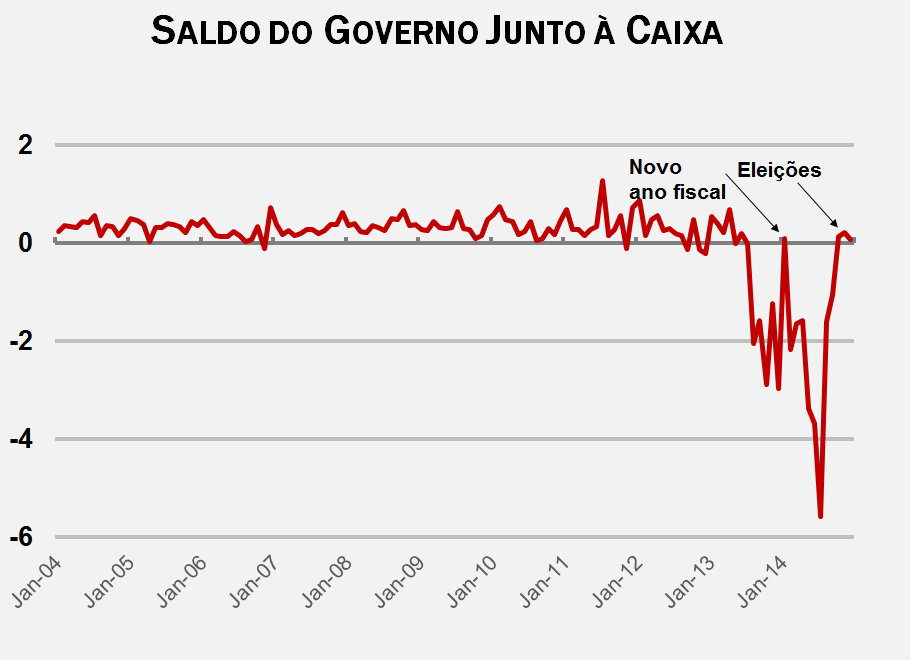
Saldo del gobierno federal junto a la Caja Económica entre 2004 a 2015, según datos del Tribunal de Cuentas de la Unión.

Según los juristas, los préstamos fueron concedidos en afronta al artículo 36 de la ley de responsabilidad fiscal, que prohíbe la toma de préstamo por la Unión de entidad del sistema financiero por ella controlada. En el documento, ellos sostuvieron que cabría a la presidenta Dilma, como superior jerárquica del Gobierno Federal, actuar para que esa ilegalidad fuera cesada, lo que no hizo, habiendo sido antes alertada por varias autoridades sobre esa situación. Además de eso, en ese sentido, ellos argumentaron que a presidente es economista, y, durante el pleito electoral, aseguró que tales cuentas estaban hígidas. En la visión de los autores, la situación restaría aún más grave cuando se constataba que todo ese expediente fuera intensificado durante el año electoral, con el fin deliberado de eludir al electorado.
En su defensa en el TCU, el gobierno, por medio de la Abogacía-General de la Unión, del Ministerio de la Planificación y del Banco Céntrico, reconoció que los retrasos nos repases sucedieron en los últimos años, pero añadió que se trataba de una práctica antigua, registrada también en el gobierno de Fernando Henrique Cardoso, y defendió que las "pedaladas fiscales" no eran operaciones de crédito. El TCU decidió por unanimidad negar el recurso del gobierno y reiteró que las pedaladas eran una infracción grave a la ley de responsabilidad fiscal. Según el ministro Vital del Rêgo, relator del proceso, las transacciones tenían todos los atributos de operación de crédito vedada por la LRF. Aún según el TCU, las maniobras fiscales ocasionaron el desequilibrio de las cuentas públicas de la Unión en cerca de R$ 40 mil millones en el ejercicio de 2014, habiendo sido generadas y omitidas deudas en desobediencia a las condiciones impuestas por la misma LRF, desrespeitando-si, pues, el principio constitucional de la legalidad, así como los presupuestos de la planificación, de la transparencia y de la gestión fiscal responsable.
El gobierno también alegó que las pedaladas fiscales fueron hechas para pagar programas sociales. Según la presidenta, una de las razones para el juicio a que ella estaba sometida era la presunción de que el gobierno no debería haber gastado de la forma como gastó para llevar a cabo el programa Mi Casa, Mi Vida. Por lo tanto, aún en las palabras de ella, las pedaladas fiscales no representaban ningún desvío. La acción cuestionada no era una acción por desvío de dinero, no era una acción ejecutada porque el gobierno usó dinero indebido, era una acción ejecutada porque los opositores discordaban de la forma por la cual el gobierno contabilizó el gasto. Dilma completó asegurando que no había ningún delito y ningún crimen apuntado contra el gobierno. El expresidente Lula llegó a ir a público para defender la medida. Según él, Dilma tal vez haya dejado de repasar el presupuesto para la Caja por cuenta de algunas cosas para las cuales ella no tenía dinero, más precisamente el pago de los programas Bolsa Familia y Mi Casa, Mi Vida. Sin embargo, la ONG Cuentas Abiertas divulgó que la mayor cuota de los recursos oriundos de las maniobras fue destinada al pago de subsidios para empresas. Además de eso, el gobierno elaboró cortes millonarios en el presupuesto federal de 2015, en el cual los programas sociales fueron duramente alcanzados.

### Litigios en el inicio del rito del proceso de impedimento
El proceso de impedimento de Dilma tuvo inicio con la formación de una comisión especial compuesta por 65 diputados, con representantes de todos los partidos, la cual debería evaluar la idoneidad del pedido y la eventual remisión del proceso al plenario de la Cámara de los Diputados. Tras la creación de la comisión y del pedido de impedimento haber sido leído en sesión de la Cámara, a presidente Dilma fue notificada y pasó a tener diez sesiones para presentar su defensa. Si la comisión emitiera parecer favorable al impedimento, habría la continuación del proceso con una votación, que exigiría el apoyo de dos tercios de los diputados federales (342) para el alejamiento temporal de la presidenta, lo que ocasionaría la posesión del vicepresidente Michel Temer como presidente interino, por un periodo de hasta 180 días.
Con la aprobación en la Cámara de los Diputados, un segundo proceso sería instaurado en el Senado. De lo contrario, el proceso sería archivado. Si no hubiera conclusión por el Senado en el periodo del alejamiento temporal de la presidenta, o si esta fuera absuelta, Dilma podría volver normalmente a su cargo. En el Senado, sería formada una comisión de senadores, con un cuarto de los 81 miembros, a fin de producir una acusación formal contra la presidenta. Entonces, el Presidente de Senado, Renan Calheiros, enviaría ese material al Presidente del Supremo Tribunal Federal, Ricardo Lewandowski, y marcaría la fecha del juicio, que sería conducido por Lewandowski. La presidenta tendría acceso a toda la pieza jurídica y podría comparecer al juicio o hacerse representar por abogados. Solamente con el voto favorable de dos tercios de los senadores (54), el impedimento sería declarado y, de esa forma, la presidenta perdería el cargo y quedaría prohibida de ejercer una función pública por ocho años.

#### Intento de formación de la comisión especial en diciembre
Eduardo Cunha cerró un acuerdo con los líderes partidarios, el día 3 de diciembre, para que todos los partidos tuvieran representación en la comisión especial de la Cámara, con la indicación de los nombres hasta las dieciocho horas del lunes siguiente, cuando la comisión, compuesta por 65 miembros, sería instaurada en sesión extraordinaria y escogería, por voto secreto, el presidente y el relator del proceso. Sin embargo, en 7 de diciembre, Cunha aplazó para el día siguiente la indicación de los nombres que formarían la comisión. Eso sucedió porque la oposición y el ala contra el gobierno del PMDB, insatisfechos con la chapa anterior, que era contraria al impedimento, lanzaron una chapa "alternativa", favorable al impedimento de la presidenta.

#### Suspensión del proceso
En 8 de diciembre, el ministro Luiz Edson Fachin, del STF, suspendió todo el proceso de impedimento a fin de evitar que futuramente nuevos actos y plazos fueran blancos de cuestionamientos. Así, todo el rito quedó paralizado hasta que hubiera una decisión del Supremo. El ministro Fachin suspendió el proceso al acatar un requerimiento de Arguição de Descumprimento de Precepto Fundamental (ADPF), encaminado por el PC do B, según el cual el nombramiento de los miembros de la comisión alternativa fuera irregular, dado que los diputados concursaron a las vacantes sin indicación de los líderes de sus partidos. Además de eso, la ADPF cuestionaba la votación secreta para elección de la chapa y la división de la comisión por bloques, y no por partidos. Fachin concluyó que la votación secreta no estaba prevista en el regimento interno de la Cámara y en la Constitución.

#### Pedido de anulación
El día 11 de diciembre, Dilma envió un documento al Supremo Tribunal Federal, solicitando la anulación del pedido aceptado por Cunha y de la votación que eligió los miembros de la comisión. Era un texto de 23 páginas, que presentaba la defensa del gobierno en la acción movida por el PC do B con el objetivo de cuestionar diversos puntos de la ley que regula el impedimento por crímenes de responsabilidad en Brasil (Ley 1.079/1950). A presidente también alegó que la Cámara sería responsable solo por la autorización del proceso, que sería realmente abierto en Senado. Así, los diputados no podrían manifestarse sobre la procedencia de la acusación, lo que abriría la posibilidad de los senadores no instauren el proceso mismo autorizados por la Cámara.
Rodrigo Janot, Procurador-General de la República, fue autor de un parecer semejante. Él era contra la defensa previa de la presidenta, en relación al acogimiento del pedido, sosteniendo que esa defensa no estaba prevista en la ley del impedimento. Janot también creía que la presidenta tendría el derecho de defenderse en cualquier fase del proceso, incluso en cuanto a la aceptación del pedido. Además de eso, Janot colocó Eduardo Cunha bajo suspensión, acusándolo de falta de imparcialidad en el proceso de impedimento, pues era blanco de pedido de cassação del mandato en la Cámara. Y reforzó la tesis de que solamente Senado podría abrir el proceso.

#### Defensa de la legalidad del proceso y acción judicial en el STF

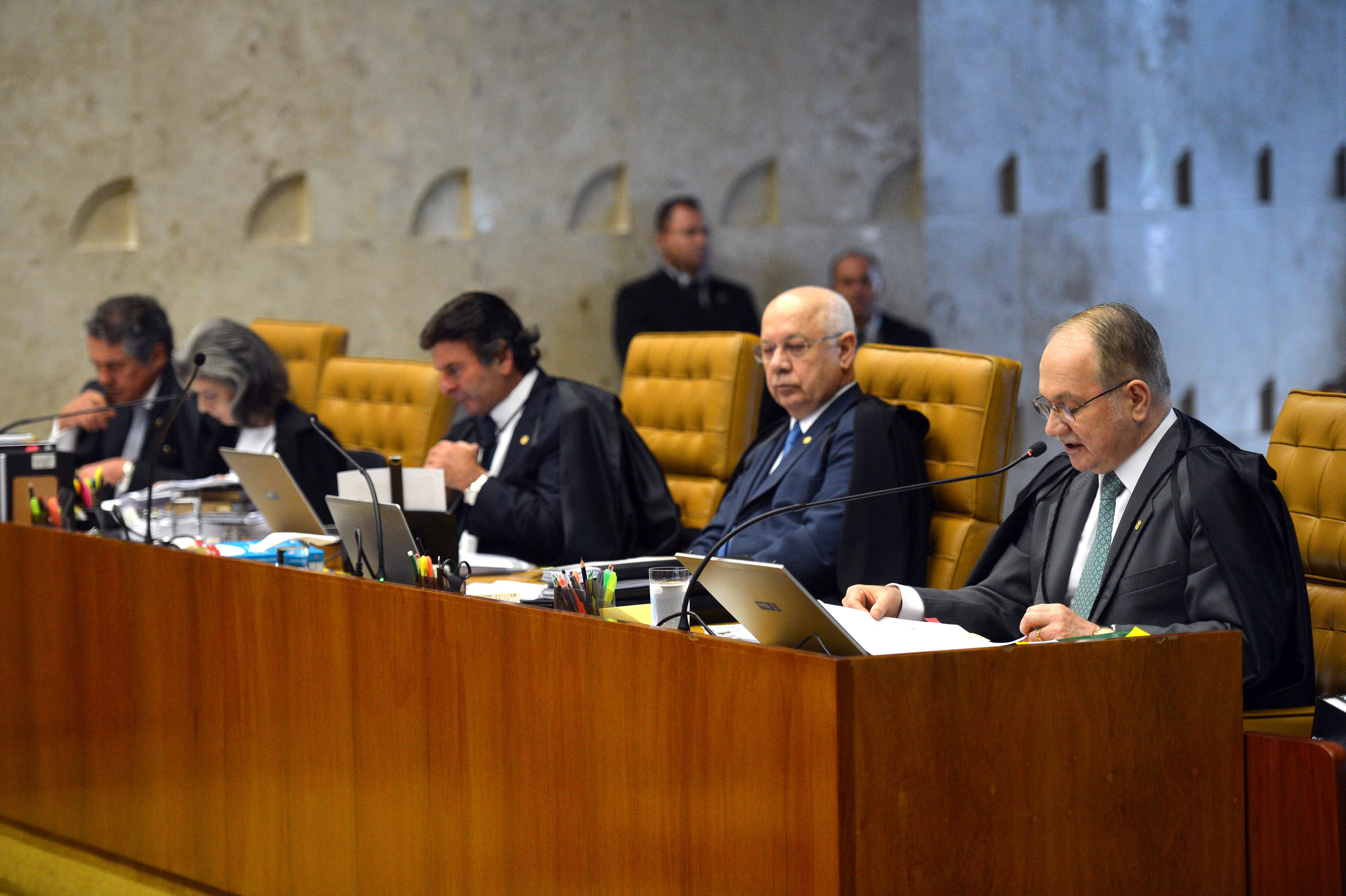
Sesión del Supremo Tribunal Federal (STF) que juzgó el rito del proceso de impedimento, en 16 de diciembre de 2015.

El día 15, diputados de la oposición entregaron al ministro Fachin un documento en el cual defendían la legalidad del rito adoptado en la Cámara. Los parlamentarios defendieron principalmente el voto secreto en la formación de la comisión y la imposibilidad de Senado arquivar un proceso iniciado en la Cámara. En la sesión de 16 de diciembre, partidos de la oposición y de la base aliada del gobierno se manifestaron en el STF sobre la validez de las reglas que rigen el proceso de impedimento de la presidenta Dilma.

#### Decisión final del STF sobre el rito
Los especialistas del Congreso consideraban la intervención del Supremo más política del que regimental. Mientras eso, las prioridades del Congreso para febrero eran la ley antiterrorismo, considerada fundamental para los Juegos Olímpicos de Río de Janeiro, y varias medidas provisionales, incluyendo una sobre la concesión de crédito extra para los ministerios paguen la deuda pública. Además de eso, la casa legislativa tendría que lidar con la polémica del ajuste fiscal. En relación al proceso que Cunha enfrentaba en el Consejo de Ética, él había accionado la Comisión de Constitución y Justicia para intentar anular la decisión del colegiado, aceptando el informe del nuevo relator y rechazando dar vista a los diputados que apoyaban Cunha. Así, el proceso en el Consejo de Ética, que estaba inclinado a aceptar el recurso de Cunha, sería anulado.

### Comisión especial del impedimento en la Cámara de los Diputados

#### Trabajos iniciales
En 17 de marzo, la Cámara finalmente eligió, por votación abierta, los 65 integrantes de la comisión especial que analizaría el pedido de impedimento. Hubo 433 votos a favor y sólo un contrario, lo del diputado José Airton Cirilo (PT-CE). Los partidos predominantes eran el PT y el PMDB, cada uno con ocho miembros. El PSDB tenía seis miembros. Las demás 43 vacantes fueron llenadas por otros 21 partidos. Cunha convocó aún una sesión para las diecinueve horas, en la cual Rogério Rosso, líder del PSD y aliado del Presidente de la Cámara, fue nombrado presidente de la comisión, mientras Jovair Arantes, líder del PTB y también aliado de Cunha, fue nombrado relator del proceso. Eduardo Cunha creía en un plazo de 45 días para la conclusión de esa parte del proceso, pero tal plazo dependía de sesiones de lunes viernes y quóruns de 51 diputados por lo menos.
En 21 de marzo, el relator del proceso, el diputado Jovair Arantes, presentó el plan de trabajo de la comisión en breve documento. Él dijo que pretendía realizar reuniones internas para invitar los denunciantes Hélio Bicudo, Miguel Reale Jr y Janaina Paschoal. Él también pretendía traer para hablar sobre el proceso especialistas en presupuesto del TCU, el Procurador de la República que trabajaba en el TCU y el relator del TCU. El principal técnico invitado sería Júlio Marcelo de Olivo, responsable por recomendar el rechazo de las cuentas de la presidenta Dilma Rousseff de 2014. Sin embargo, Jovair no invitaría a presidente Dilma ni los ministros, incluyendo Lula. En vez de eso, él quería esperar la presentación de la defensa formal de la presidenta, en la cual sería hecha la elección de sus representantes.

#### Manifestación de los autores del pedido

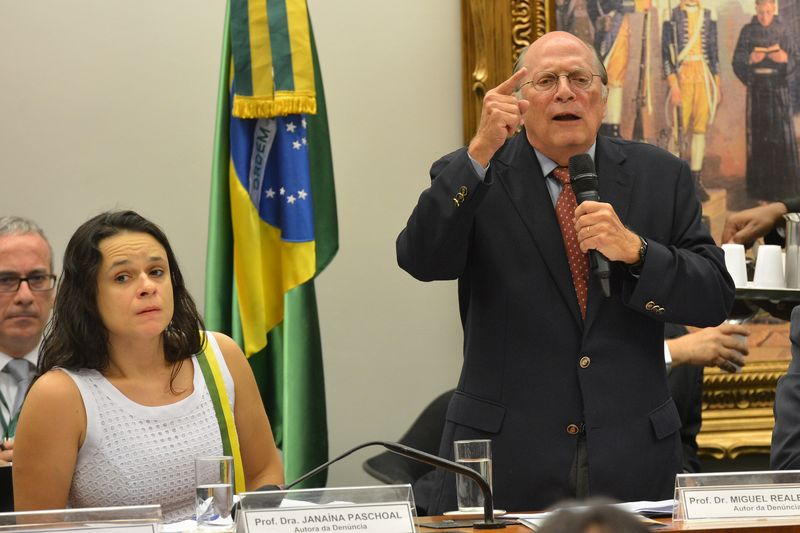
Los autores del pedido Janaina Paschoal y Miguel Reale Júnior deponen en la Comisión Especial del proceso de impeachment.

Miguel Reale Júnior, uno de los autores del pedido de impedimento, compareció al Congreso para deponer delante de la comisión, en 30 de marzo. Él dijo que las pedaladas representaban un crimen grave porque eran maniobras contables hechas para esconder el déficit fiscal y porque llevaron la Unión a contraer préstamos con entidades financieras controladas por ella, lo que es un acto ilícito conforme la ley de responsabilidad fiscal. Con la ruptura del equilibrio fiscal, hubo una cascada de eventos, culminando en inflación y recesión, que generaron desempleo en el país, afectando especialmente las clases más pobres.
Él también enfatizó que la ocurrencia de esas maniobras en gobiernos anteriores no les retiraba el carácter criminal y que las pedaladas del gobierno Dilma eran mayores y más frecuentes. Aún interrumpido por diputados pro-gobierno, Reale continuó a hablar, citando el artículo del Código Penal que caracterizaba la operación financiera como un crimen de responsabilidad, añadiendo diversos artículos de la LRF que reforzaban su tesis. Él pretendía probar que las operaciones de crédito no fueron un simple flujo de caja, que ellas buscaban sostener la existencia de una capacidad fiscal que el país no tenía. Y rebatió la crítica de que el segundo mandato no podría ser afectado por hechos del primero, pues el STF ya había fijado, en juicios, que, con base en el principio constitucional de la moralidad, el agente público puede ser penado por hechos anteriores al mandato y la propia Cámara ya había penado diputados que practicaron infracciones en mandatos anteriores, en respeto al principio de la moralidad.
Luego después de, la abogada Janaina Paschoal también se manifestó. Ella concordó con los que afirmaban que "el impedimento sin crimen es golpe", pero aseguró que, en el caso presente, había crímenes de responsabilidad "de sobra", refiriéndose a los decretos no autorizados que abrieron créditos tampoco autorizados; y al comportamiento omisivo doloso de la presidenta en la corrupción que envolvía la Petrobras. Entonces, del punto de vista de ella, el golpe fue intentar presentar un "superávit" que no era real. Además de eso, muchos alcaldes ya habían sido condenados por crímenes muy menos significativos. Aún contestando las insinuantes gobiernistas de golpe, ella declaró que el pedido de alejamiento tenía base legal y contenía denuncias de violaciones a la legislación. Y añadió que la falta de responsabilidad fiscal del gobierno creó una situación financiera muy grave para los brasileños. Más incisiva, Janaína acusó al gobierno de hallarse dueño de los bancos públicos, lo que causó un nuevo tumulto en la sala.
Así que terminó el pronunciamiento de los abogados, el diputado Wadih Damous (PT-RJ), afirmó que el evento no fue una defensa técnica del impedimento, pero sí un comício político, luego lo que estaba habiendo era sí un intento de golpe. Los dos autores del pedido fueron convocados por el diputado Jovair Arantes. Según él, "Las oitivas no sirven para producir pruebas contra o a favor de Dilma, pero sólo para esclarecer puntos del pedido de impedimento. En esta fase de análisis del proceso, no cabe a la comisión decidir sobre el mérito de las acusaciones, pero sólo dar parecer por la instauración o no del procedimiento que puede resultar en el alejamiento de la presidenta". Los representantes del PT querían aplazar los testimonios de los autores del pedido para tras la presentación de la defensa de Dilma, lo que fue negado por Rosso.

#### Manifestaciones de la defensa

##### Nelson Barbosa y Ricardo Lodi Ribeiro

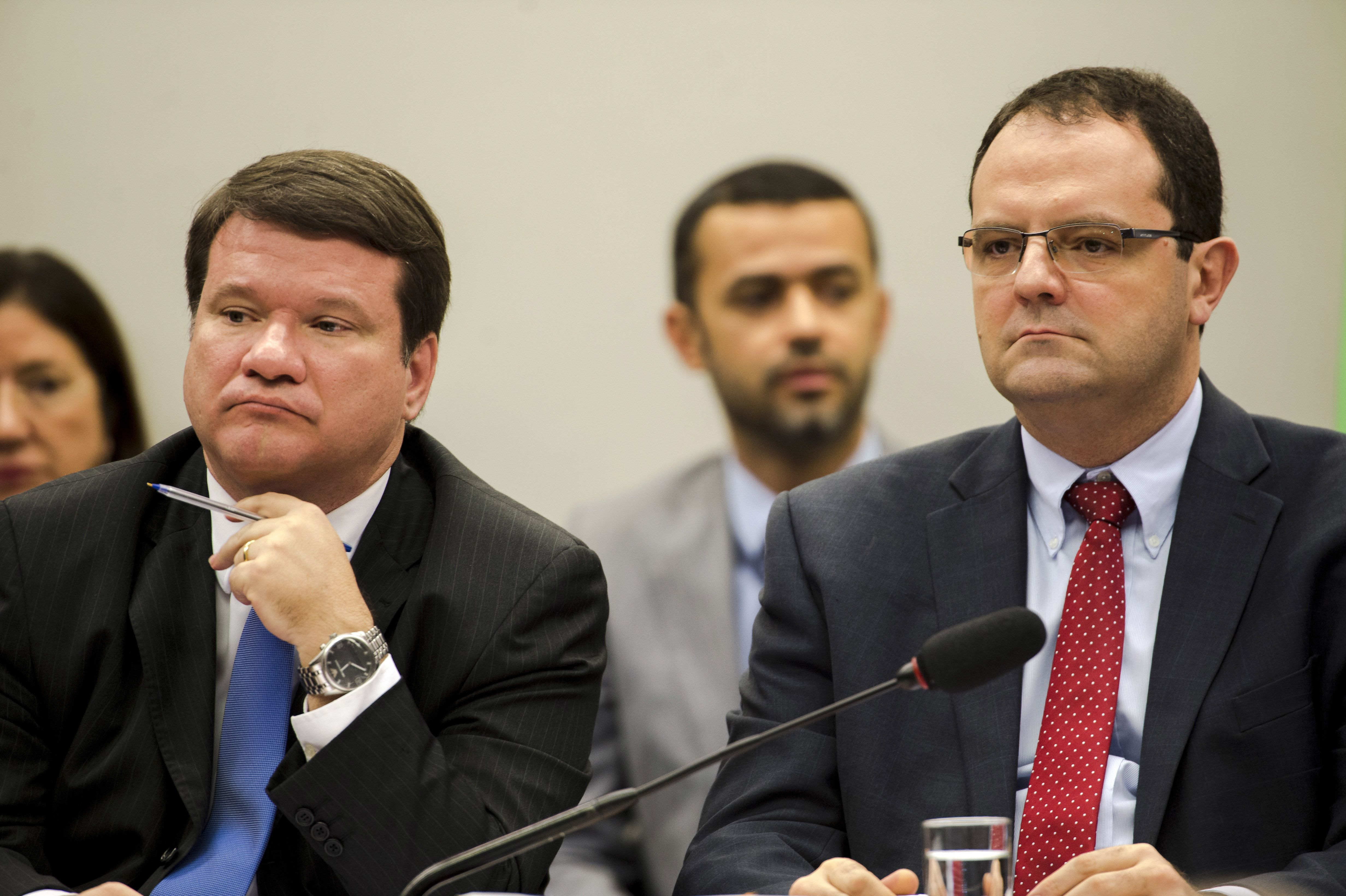
Ricardo Lodi Ribeiro y Nelson Barbosa presentan la defensa de la presidenta Dilma, en 31 de marzo.

El día siguiente, 31 de marzo, ocurrió la defensa de la presidenta Dilma delante de la comisión. El gobierno escogió el Ministro de la Hacienda, Nelson Barbosa, y el profesor de Derecho Tributario Ricardo Lodi Ribeiro para realizar la defensa de la presidenta. Barbosa comenzó enfatizando que el proceso debería considerar solamente los hechos ocurridos desde el comienzo del segundo mandato, en el cual no hubo maniobras fiscales. Él también resaltó que los seis créditos suplementarios abiertos en el mandato anterior no modificaron la programación financiera de 2015 ni el límite global del gasto discricionário del gobierno. Además de eso, la mayor parte de los decretos fue financiada por anulación de gastos o atendiendo la pedidos, como uno del Poder Judicial.
Por su parte, Lodi sostuvo que la meta fiscal de 2015 era cumplida, pues el Congreso aprobó el proyecto de ley que la alteró. Él también defendió los créditos suplementarios y acordó que era posible prever una situación financiera desfavorable conforme los informes bimestrais exigidos por la LRF, pero defendió el gobierno al afirmar que fueron realizados contingenciamentos al largo de 2015. De esa forma, no hubo crimen de responsabilidad, consecuentemente no podría haber impedimento. En relación a las pedaladas, él dijo que la ley de los crímenes de responsabilidad no tipifica la violación de la LRF, lo que se pune es el atentado a la ley del presupuesto. Completando, él reiteró que la desaprovação popular no es un motivo legal para el impedimento de la presidenta.

##### Abogado General de la Unión
En 4 de abril, después de cuestionamiento de diputados de PPS, PTB y PSB, el presidente de la comisión Rogério Rosso decidió que el Abogado General de la Unión, José Eduardo Cardozo, podría hacer la defensa de la presidenta Dilma en el proceso de alejamiento. Los parlamentarios argumentaron que la AGU solo puede actuar en la defensa de presidente de la República cuando la acción es de interés de la Unión. Para los parlamentarios, el proceso de impedimento es de interés "personal" de Dilma. El mismo día, al presentar la defensa de la presidenta Dilma en la comisión del impedimento en la Cámara, Cardozo dijo que el procedimiento que pedía el impedimento de la presidenta era inválido y alegó que no había crimen de responsabilidad que lo justificara.
Durante su manifestación, Cardozo afirmó que el proceso heriría la Constitución y que debería ser considerado nulo. Él dijo aunque el alejamiento de un presidente sin base constitucional es golpe. Cardozo también alegó que hubo desvío de poder del presidente de la Cámara de los Diputados, Eduardo Cunha, al aceptar la apertura del impedimento, que habría actuado por el deseo de "venganza" y por "retaliación" debido al hecho de Dilma y del PT no lo apoyen contra el proceso del Consejo de Ética de la Casa que pedía su cassação por quiebra de decoro parlamentaria. Por lo tanto, del punto de vista de él, como el acto de apertura era viciado, el proceso era nulo.

##### Acciones en el STF
El STF convocó una sesión extraordinaria,, el día 14 de abril, para juzgar cinco acciones sobre la votación en el plenario, propuestas por governistas. Los pedidos intentaban suspender o alterar la orden de la votación establecida por Eduardo Cunha y todos fueron negados. Lo pedido de suspensión de la votación fue hecho por la Abogacía-General de la Unión (AGU), que cuestionaba el análisis de las acusaciones en la comisión especial de la Cámara. El diputado Paulo Teixeira, autor de otro pedido, quería no solo la suspensión como también la anulación del parecer de la comisión especial que recomendó la apertura del proceso. Las otras tres acciones querían alterar la forma y la orden definidas por el Presidente de la Cámara (alternância entre estados del Norte y del Sur), pero el Supremo validó el rito de la votación, descartando la orden alfabética.

#### Informe deJovair Arantes

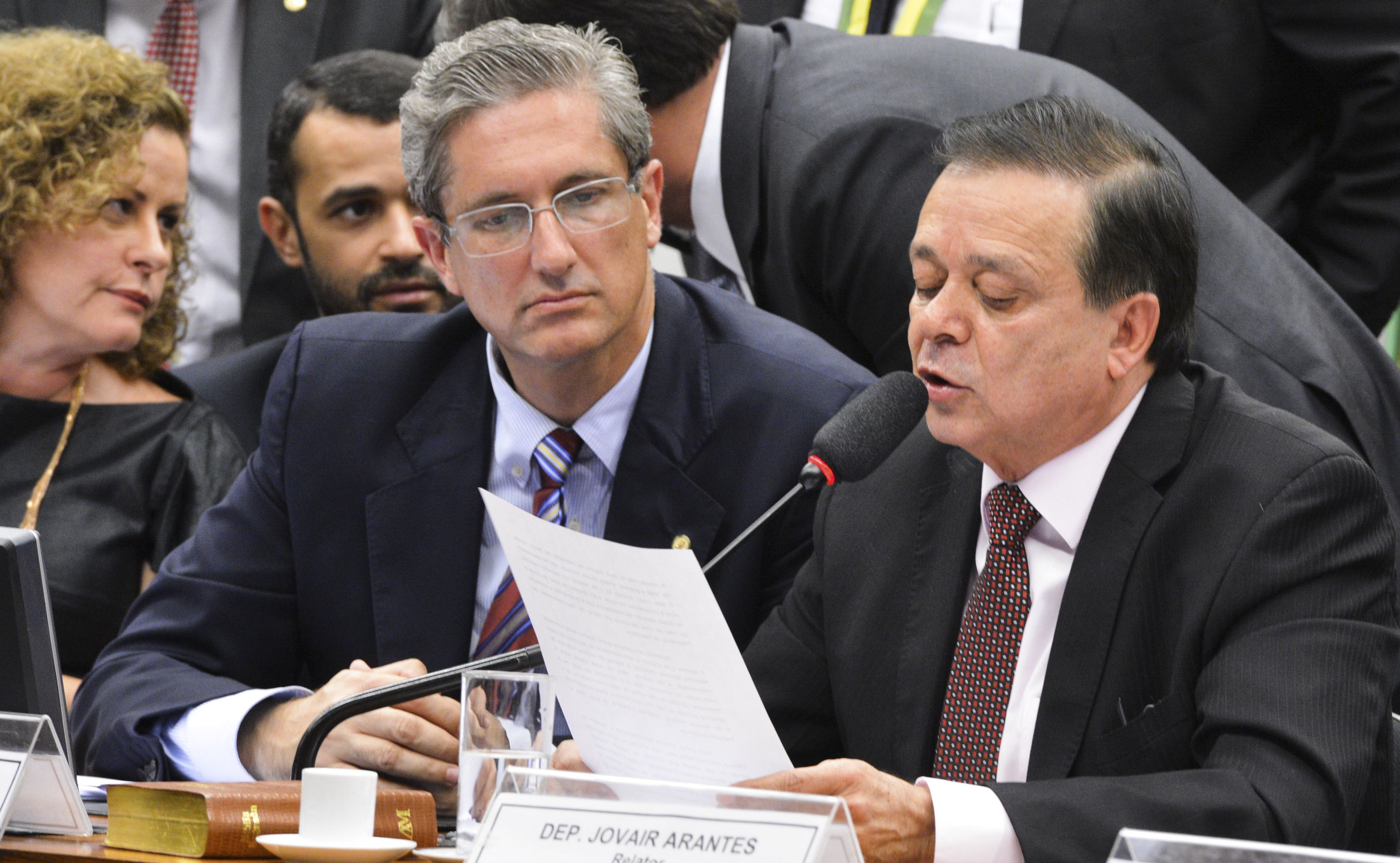
Jovair Arantes hace la lectura de su informe, en 6 de abril.

La prensa especuló que el despido del entonces director de la Casa de la Moneda fue una consecuencia de la presión ejercida por el relator Arantes y por el PTB sobre el gobierno. Así, habría sido Arantes quien indicó el nuevo director de la Casa de la Moneda, en consonancia con una materia del periódico El Globo. Esa indicación dio la Arantes y a su partido el control de la entidad, y, consecuentemente, el gobierno esperaba que su informe fuera favorable a Dilma. Sin embargo, él cambió de lado y se aproximó de Eduardo Cuhna, lo que hizo con que pasara a ser cotizado como el candidato de Cunha para comandar la Cámara a partir de 2017.
En ese contexto, en 6 de abril, a presidente Dilma sufrió una importante derrota en la comisión, pues Arantes realizó la lectura de un parecer contrario a ella. Él recomendó a sus compañeros vote por la apertura de un proceso contra a presidente. Arantes dijo que estaba convicto de la existencia de "indicios de gravísimos y sistemáticos atentados a la Constitución Federal" y su informe asumió la existencia de un crimen de responsabilidad. El análisis enfatizó principalmente las acusaciones de irregularidades en la gestión de las cuentas públicas, como las pedaladas fiscales, y en sus efectos en la crisis económica.
Arantes sostuvo que los retrasos nos repases "no eran sólo meros retrasos o aceptables descompassos de flujos de caja, pero constituyeron engenhoso mecanismo de ocultación de déficit fiscal, con valores muy expresivos a partir de 2013". Según el diputado, los retrasos fueron préstamos a la Unión, lo que puede configurar crimen de responsabilidad. "Lo más importante es que la gestión temeraria de las finanzas públicas generó una crisis de solución dolorosa, sin precedentes en el país. A denunciada (Dilma) no puede se eximir de su responsabilidad, como conductora mayor de la política económica y fiscal del País", escribió en el informe.
En respuesta, el ministro-jefe de la Secretaría de Gobierno, Ricardo Berzoini, declaró que el informe de Arantes no apuntaba para un crimen de responsabilidad. Por su parte, el Abogado-General de la Unión, José Eduardo Cardozo, afirmó que el informe era "viciado" y "nulo" porque ultrapasaba la denuncia hecha contra a presidente Dilma y porque no explicaba con claridad el dolo de Dilma en las pedaladas fiscales y en la edición de los decretos suplementarios, necesario para configurar el crimen de responsabilidad. Aún conforme Berzoini, el parecer tampoco podría citar hechos anteriores al segundo mandato, como las pedaladas fiscales de 2014. Además de eso, él dijo ser posible anular la sesión del día 6 porque un abogado-general sustituto fuera prohibido de hablar.

#### Discusión y votación
La comisión del impedimento inició las discusiones post-informe en la tarde de 8 de abril, viernes. La sesión inició a las quince horas, pero podría prolongarse hasta el día siguiente, sábado, con el objetivo de cumplir el plazo de cinco sesiones de discusión después de la defensa de Dilma. Así, la votación de la comisión podría ocurrir lunes, día 11. Cunha pretendía realizar sesiones todos los días para apresurar el proceso, pero la reunión del viernes era no deliberativa, es decir, habría solo discusiones, sin votación de proyectos. Él explicó que el rito, a partir dali, consistiría en: votación del parecer en la comisión especial; lectura en la sesión ordinaria inmediatamente siguiente; publicación en el diario en 48 horas; y colocación en pauta. Después, sería hecha la votación, sin depender del día en sí.
En la noche de 11 de abril, la comisión aprobó el informe de Arantes, por 38 votos a 27. La sesión duró nueve horas y fue bastante tensa, con bate-bocas y provocaciones entre diputados del gobierno y de la oposición. Arantes comenzó diciendo que "la población clama" por la continuidad del proceso y que había indicios de crimen de responsabilidad. Luego después, José Eduardo Cardozo acusó el parecer de contener "contradicciones" y "equívocos conceptuales", además de afirmar que había un "deseo político" por el impedimento. El PMDB, que liberó el voto de sus miembros, y el PSD, cuyos diputados hicieron discursos contra y a favor, quedaron rachados en la hora de la votación. El informe aún tendría que ser leído en el plenario el día 12 y publicado en el diario oficial, en la mañana del día 13 de abril. Después, sería respetado un plazo de 48 horas para la votación en el plenario.

### Plenario de la Cámara de los Diputados
En la mañana de 15 de abril, los diputados abrieron una sesión para analizar la admisibilidad del proceso. Habría otra sesión el día siguiente, sábado, y la votación ocurriría domingo, 17 de abril. El guion de sexta consistió en estas fases: 25 minutos para los autores del pedido se pronuncien; 25 minutos para la defensa de la presidenta pronunciarse; y una hora para la manifestación abierta de cada partido con representación en la Cámara. La sesión fue concluida a las 18 horas y 55 minutos del sábado (16 de abril), lo que hizo con que entrara para la historia como la mayor sesión de la historia de la Cámara de los Diputados. En la misma noche, comenzaron las manifestaciones individuales de los diputados que se inscribieron el día anterior, con tres minutos para cada uno y con alternancia de posiciones contra y a favor.
La sesión definitiva de la Cámara, el día 17 de abril, tenía la siguiente agenda: apertura a las 14 horas; una hora para los líderes partidarios se pronuncien; votación de los diputados, con tiempo previsto de diez segundos para cada voto; cierre después de cuatro horas y quince minutos, tiempo suficiente para los 513 diputados voten. Cada diputado tendría que ir al micrófono y responder: sí, para la aprobación del parecer que recomendaba la apertura del proceso contra Dilma; no, para el rechazo del parecer; o abstención. El cuórum mínimo para abrir la sesión era de 51 diputados. La votación sería decidida por mayoría absoluta, o sea, más de la mitad de la Casa (257 diputados). Sin embargo, la apertura del proceso en Senado solo podría ser autorizada con 342 votos favorables.

## Eventos conectados al pedido de impedimento

### Disputa política entre gobierno y oposición
La batalla por los votos fue acirrada. Contaba con mapas de bancadas actualizados día a día, ofertas de cargos, cerco a los indecisos, cortejo al PMDB y presión de las calles para mantener o destituir a Dilma Rousseff. El gobierno y la oposición no tenían los votos necesarios en la primera semana de trabajo de la comisión. Cada grupo necesitaba de por lo menos sesenta parlamentarios para obtener victoria en la votación en el plenario.

#### Estrategia gubernamental y ofertas de beneficios

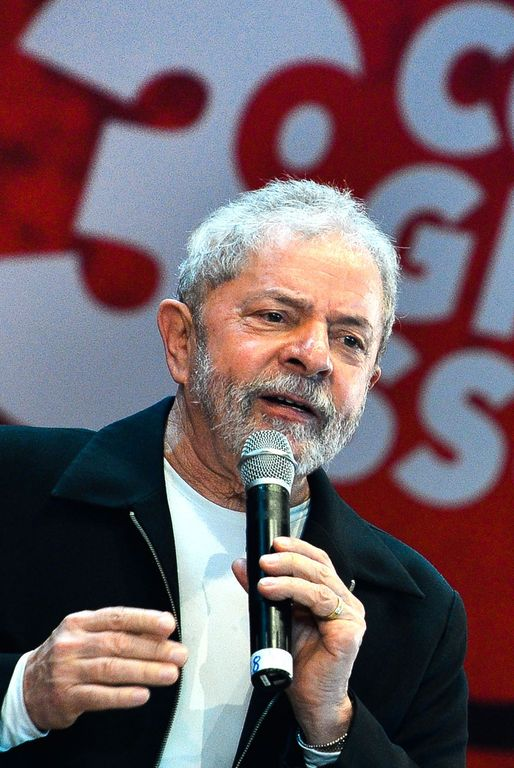
El expresidente Lula Da Silva fue el principal negociador del gobierno junto a los congresistas.

Dilma creó una estrategia que consistía en judicializar el proceso en el STF, apoyar a los aliados, alejar a los rebeldes, abrir los cofres públicos y principalmente rachar el PMDB, cuyos votos serían el diferencial. Ella asestaba su ofensiva en el mando de Temer en el PMDB, atrayendo con cargos a quienes desafiaran al vicepresidente y se posicionaran de su lado, así como quitando los cargos gubernamentales de los aliados de él. Además de eso, el Gobierno intentaba atraer el apoyo de partidos medios y pequeños, como el PP, PSD y PR. Dilma también intentaba vincular su caída al fin de programas sociales, como la Bolsa Familia, e incluso recurrir a la Organización de los Estados Americanos (OEA).
Según la revista IstoÉ, el Gobierno lanzó mano de toda forma de compraventa de votos para asegurar su victoria en la Cámara de los Diputados. La negociación envolvía desde enmiendas constitucionales y cargos públicos hasta dinero en caja, acordando el caso del Mensalão. Sin embargo, aquella compraventa de votos era hecha con el desvío de presupuestos públicos y el lavado de dinero por medio de agencias de publicidad. Ahora, el dinero negociado con los diputados venía directamente del presupuesto federal, de los impuestos.
Silvio Costa, vice líder del Gobierno, era el responsable por negociar personalmente con sus compañeros los votos contra el impedimento, lo que él hacía incluso bajo los ojos de la prensa. El Gobierno abordaba hasta los diputados que declararon apoyo al proceso, como Heitor Schuch y José Stédille, ambos del PSB de Río Grande do Sul, los cuales habrían recibido la propuesta de R$ 2 millones por el voto favorable a Dilma.
Aún conforme la revista, Lula, auxiliado por Jaques Wagner y Ricardo Berzoini, mantenía una oficina dentro de un hotel de lujo en Brasilia, en el cual recibía políticos y ofertaba cargos y enmiendas, de una forma totalmente pragmática: quien ofertara más votos recibiría más ventajas. En una visita domiciliar, el PT ofertó la Helder y Jader Barbalho una serie de beneficios, como R$ 3,2 mil millones para obras portuarias en el Pará, con vistas a la campaña por el Gobierno del estado. A partir de entonces, Hélder se hizo uno de los más activos articuladores dentro del PMDB a favor de Dilma.
Sin embargo, ese juego político era peligroso. Para el científico político Bolívar Lamounier, Lula adoptó una práctica criminal pasible de prisión. El día 7 de abril, Lamounier envió a Rodrigo Janot un oficio en que sugería la prisión preventiva del expresidente por "orquestar y conducir" la compraventa de votos de diputados federales.
La versión de compraventa de votos fue contestada por el ministro Ricardo Berzoini. Él dijo que el Gobierno estaba conversando con los diputados, caso a caso, cuerpo a cuerpo, buscando personas que oyeran sus argumentos. Según el ministro, el propósito del Gobierno era buscar demostrar que el pedido de impedimento era improcedente con base en argumentos, los cuales buscaban probar que no había configuración de crimen de responsabilidad y que el informe de Jovair Arantes estaba politizando un examen que era fundamentalmente de mérito.

#### Estrategia oposicionista
Quebrando la tradición de neutralidad del cargo de Presidente de la Cámara de los Diputados, Eduardo Cunha anunció que votaría favorablemente al impedimento. Cuhna creó una estrategia para el día de la votación en plenario, la cual incluía llamar los nombres de los diputados ausentes sucesivas veces, con el objetivo de constrangê-los; iniciar la votación en estados donde los parlamentarios eran más favorables al alejamiento de Dilma; y marcar la votación para un domingo, donde la probabilidad de haber mayor presión de las calles sería mayor. El Gobierno, que quería la votación en orden alfabética y en día útil de semana, planeaba recurrir al STF.

#### Acciones de Temer y rotura del PMDB con el Gobierno

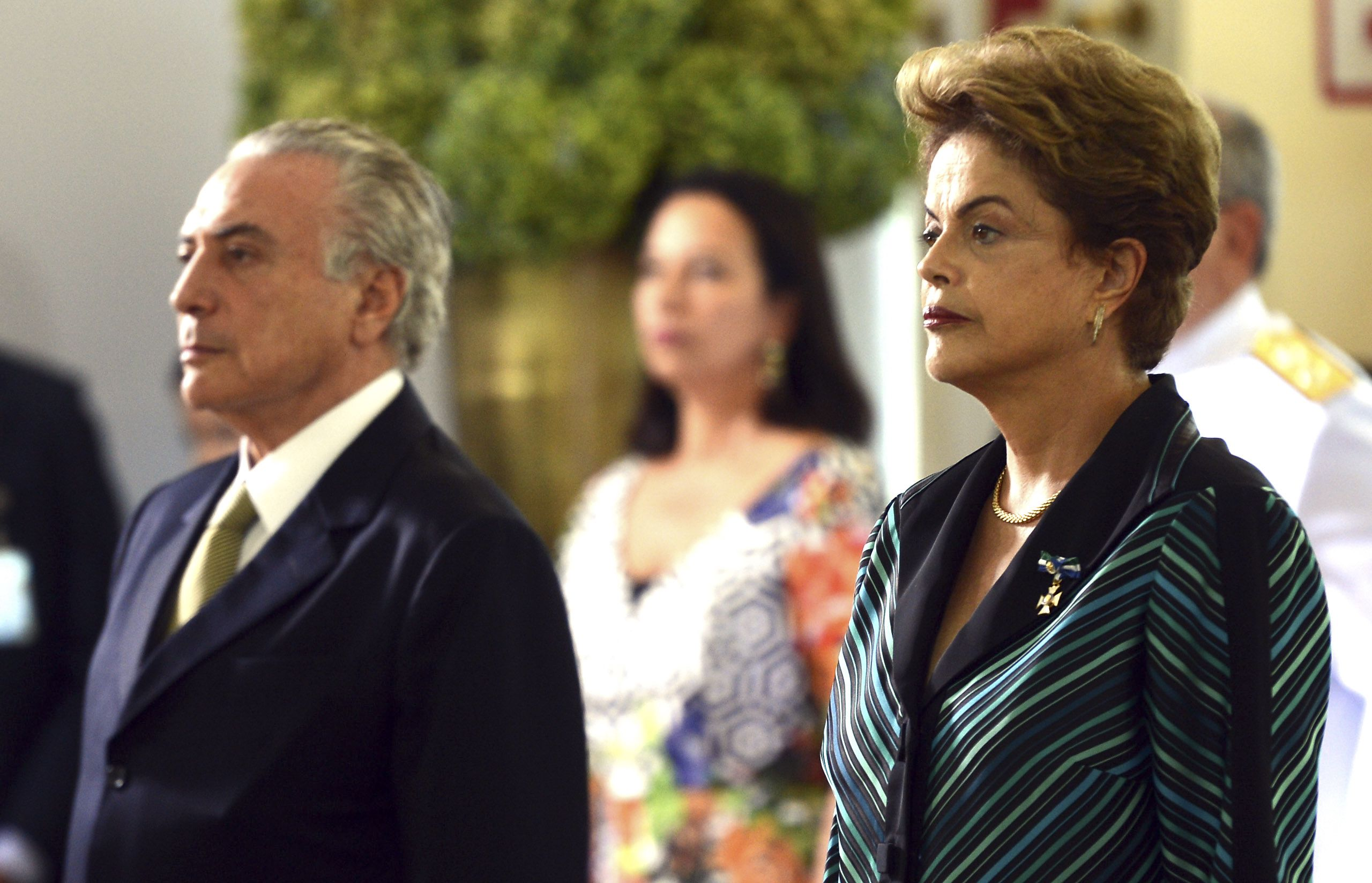
Dilma y Temer participan de solenidade de saludos de oficiales-generales, el 16 de diciembre de 2015.

En diciembre de 2015, el periódico El Estado de S.Paulo informó que un movimiento pro-impedimento estaba siendo articulado por el vicepresidente Michel Temer. Él pretendía primero unificar su partido (PMDB) para después conseguir el apoyo de varios otros y entonces presionar a los ministros de la sigla, lo cual Dilma intentaba rachar en el Congreso. Temer había dicho que convocaría una convención para consolidar la rotura con el gobierno de Dilma e insistiría en Leonardo Picciani para el liderazgo del PMDB en la Cámara.

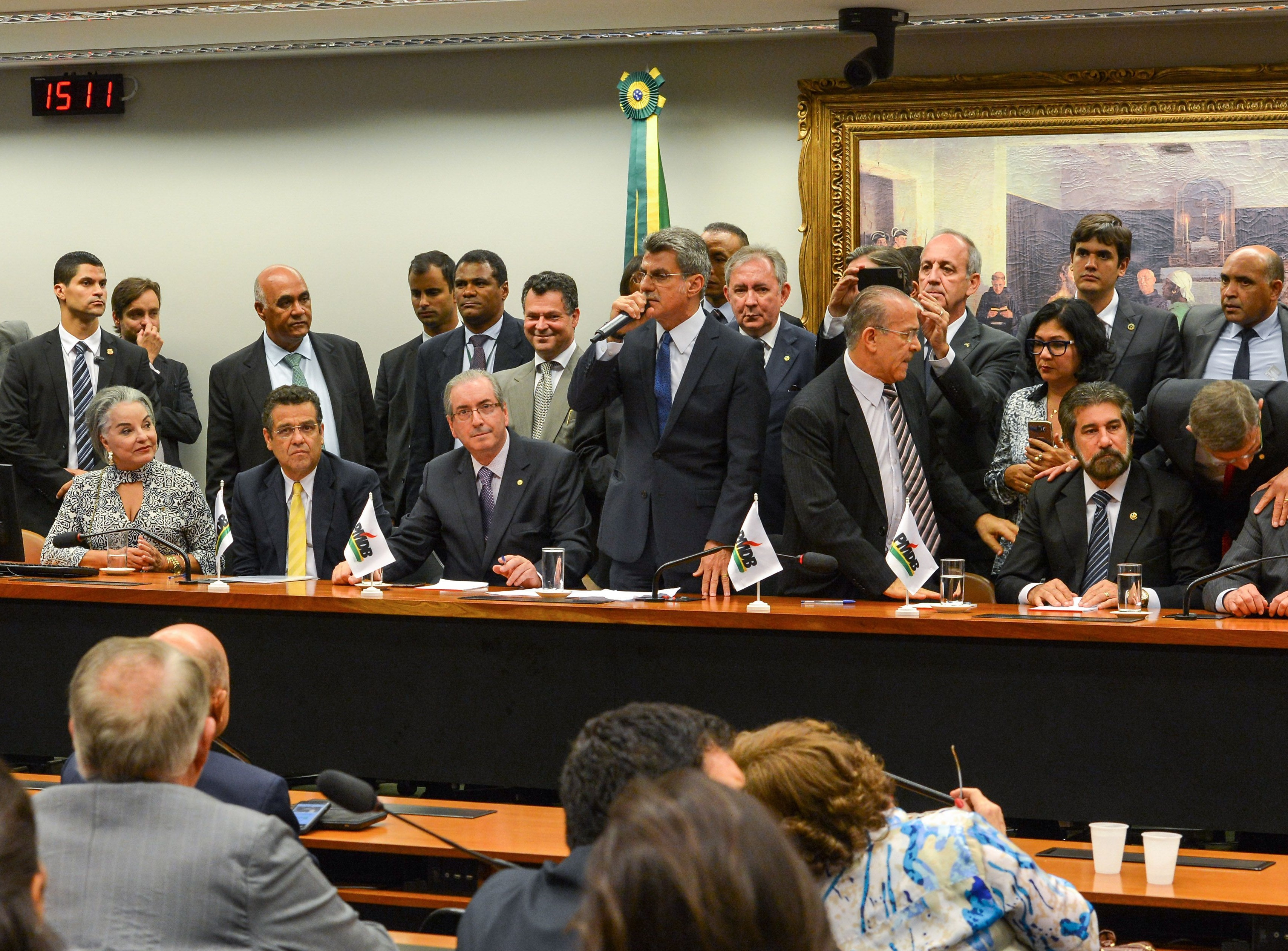
Reunión del PMDB que decidió romper con el gobierno Dilma, en 29 de marzo.

Además de comandar el desembarque del PMDB, Temer ya comenzaba a construir su posible gobierno, si Dilma perdiera el cargo. El senador Jucá asumió las funciones de portavoz y de articulador político para garantizar el éxito de esa gestión peemedebista. Él negociaba cargos con los mismos partidos que Dilma intentaba traer para su lado: PP, PR, PSD y PTB. La única diferencia era la forma de presión. Jucá preguntaba a los parlamentarios si ellos querían quedar en los cargos de un Gobierno que podría caer en breve o se preferían adherir a Temer por los próximos dos años y medio.

### Posiciones partidarias
La tabla abajo indica las posiciones que las ejecutivas de cada partido anunciaron, así como el número de la bancada de cada partido en la Cámara de los Diputados y en Senado. 

### Congreso de los Diputados
| Asunto                                   | Fecha                                                   | Voto | Voto |    |    |    |    |    |    |    |    |   |   |   |   |   |   |    |   |    |   |    |    |   |   |    |   |    | Total   |
| ---------------------------------------- | ------------------------------------------------------- | ---- | ---- | -- | -- | -- | -- | -- | -- | -- | -- | - | - | - | - | - | - | -- | - | -- | - | -- | -- | - | - | -- | - | -- | ------- |
| Proceso de destitución de Dilma Rousseff | 8 de junio de 2021 Mayoría absoluta requerida (257/513) | Sí   |      | 59 | 14 | 22 | 52 | 29 |    | 6  | 28 | 6 | 6 | 2 | 1 | 8 | 1 | 26 | 8 | 38 | 4 | 10 | 29 | 2 |   | 14 | 2 |    | 367/513 |
| Proceso de destitución de Dilma Rousseff | 8 de junio de 2021 Mayoría absoluta requerida (257/513) | No   |      | 7  | 6  |    |    | 3  | 10 | 12 |    |   | 1 | 1 | 1 | 4 |   | 10 |   | 4  | 2 |    | 8  |   | 6 |    | 2 | 60 | 137/513 |
| Proceso de destitución de Dilma Rousseff | 8 de junio de 2021 Mayoría absoluta requerida (257/513) | Abs. |      |    |    |    |    |    |    | 1  |    |   |   |   |   |   |   | 3  |   | 3  |   |    |    |   |   |    |   |    | 7/513   |
| Proceso de destitución de Dilma Rousseff | 8 de junio de 2021 Mayoría absoluta requerida (257/513) | Aus. |      | 1  |    |    |    |    |    |    |    |   |   |   |   |   |   | 1  |   |    |   |    |    |   |   |    |   |    | 2/513   |

### Senado
| Asunto                                   | Fecha                                                 | Voto | Voto |    |   |   |    |   |   |   |   |   |   |   |   |   |   |   |   |   |    | Total |
| ---------------------------------------- | ----------------------------------------------------- | ---- | ---- | -- | - | - | -- | - | - | - | - | - | - | - | - | - | - | - | - | - | -- | ----- |
| Proceso de destitución de Dilma Rousseff | 8 de junio de 2021 Mayoría absoluta requerida (41/81) | Sí   |      | 13 | 1 | 1 | 11 | 5 | 1 |   | 2 | 4 | 1 | 1 | 4 | 1 | 6 | 1 | 3 |   |    | 55/81 |
| Proceso de destitución de Dilma Rousseff | 8 de junio de 2021 Mayoría absoluta requerida (41/81) | No   |      | 2  | 2 |   |    | 2 |   | 1 | 1 |   |   | 1 |   |   |   |   | 1 | 1 | 11 | 22/81 |
| Proceso de destitución de Dilma Rousseff | 8 de junio de 2021 Mayoría absoluta requerida (41/81) | Abs. |      | 1  |   |   |    |   |   |   |   |   |   |   |   |   |   |   |   |   |    | 1/81  |
| Proceso de destitución de Dilma Rousseff | 8 de junio de 2021 Mayoría absoluta requerida (41/81) | Aus. |      | 2  |   |   |    |   |   |   |   |   |   |   |   |   |   | 1 |   |   |    | 3/81  |

### Manifestaciones favorables de personas y entidades

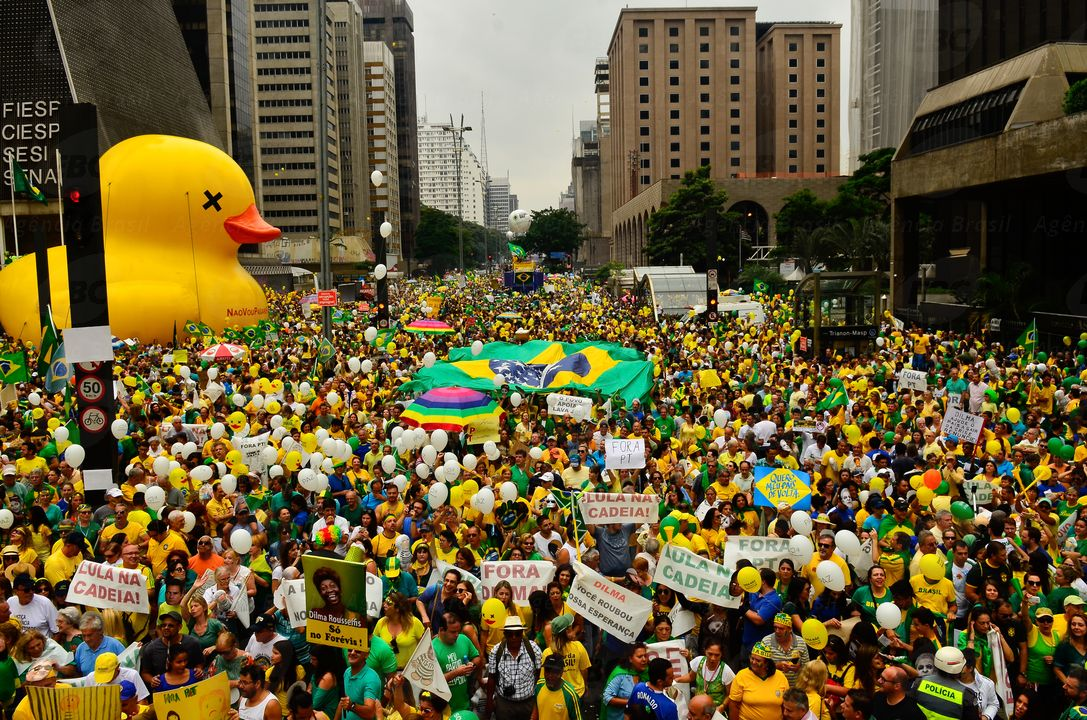
Manifestación en São Paulo contra corrupción y el gobierno Dilma, en 13 de marzo de 2016.

Durante el proceso de impedimento, hubo manifestaciones populares. En 13 de diciembre de 2015, ocurrió un acto en Brasilia, que duró tres horas y reunió seis mil personas. La convocatoria fue hecha por los medios de masa y las redes sociales y pedía el impedimento de la presidenta Dilma Rousseff. Actos semejantes ocurrieron en otras cien ciudades, incluyendo todas las capitales. Sin embargo, ese evento fue más pequeño que los anteriores (cómo lo de mayo), aunque igualmente distribuido por el país. Había personas de variadas inclinaciones políticas, pero el objetivo común era protestar contra el gobierno y la corrupción.
Sin embargo, en marzo de 2016, varios hechos agitaron la opinión pública a favor del impedimento y contra el gobierno del Partido de los Trabajadores: la prisión, por la Operación Lava Jato, del publicitario João Santana, marqueteiro de las dos campañas que eligieron Dilma; la fuga de la delação premiada del senador Delcídio de Amaral, la cual contenía graves acusaciones de que a presidente tenía conocimiento del esquema de corrupción en la Petrobras y de que habría intentado obstruir las investigaciones de la Justicia; y el pedido de prisión del Ministerio Público de São Paulo contra el expresidente Lula, que se hizo el blanco principal de la Operación Aletheia y fue acusado de los crímenes de falsedad ideológica, corrupción pasiva y lavado de dinero. Además de eso, Lula estaría siendo cotizado para asumir un ministerio, con el objetivo declarado de evitar el impedimento, además de la ventaja, meditada por la prensa y oposición, de obtener el foro privilegiado.
Delante de ese cuadro, el día 13 de marzo, los movimientos a favor del impedimento realizaron protestas en todo el país, teniendo como principales objetivos protestar contra el gobierno Dilma, a favor de la Operación Lava Jato y en apoyo a la destitución de la mandataria, además de apoyar el juez federal Sérgio Vivo. La convocatoria que los medios hicieron de la protesta tuvo éxito y ha alcanzado dimensiones multitudinarias. Según los organizadores, eran 6,9 millones de personas en las calles, en 460 municipios de todos los estados del país y en el Distrito Federal. Ya en consonancia con las policías militares, ese número fue de 3,6 millones.

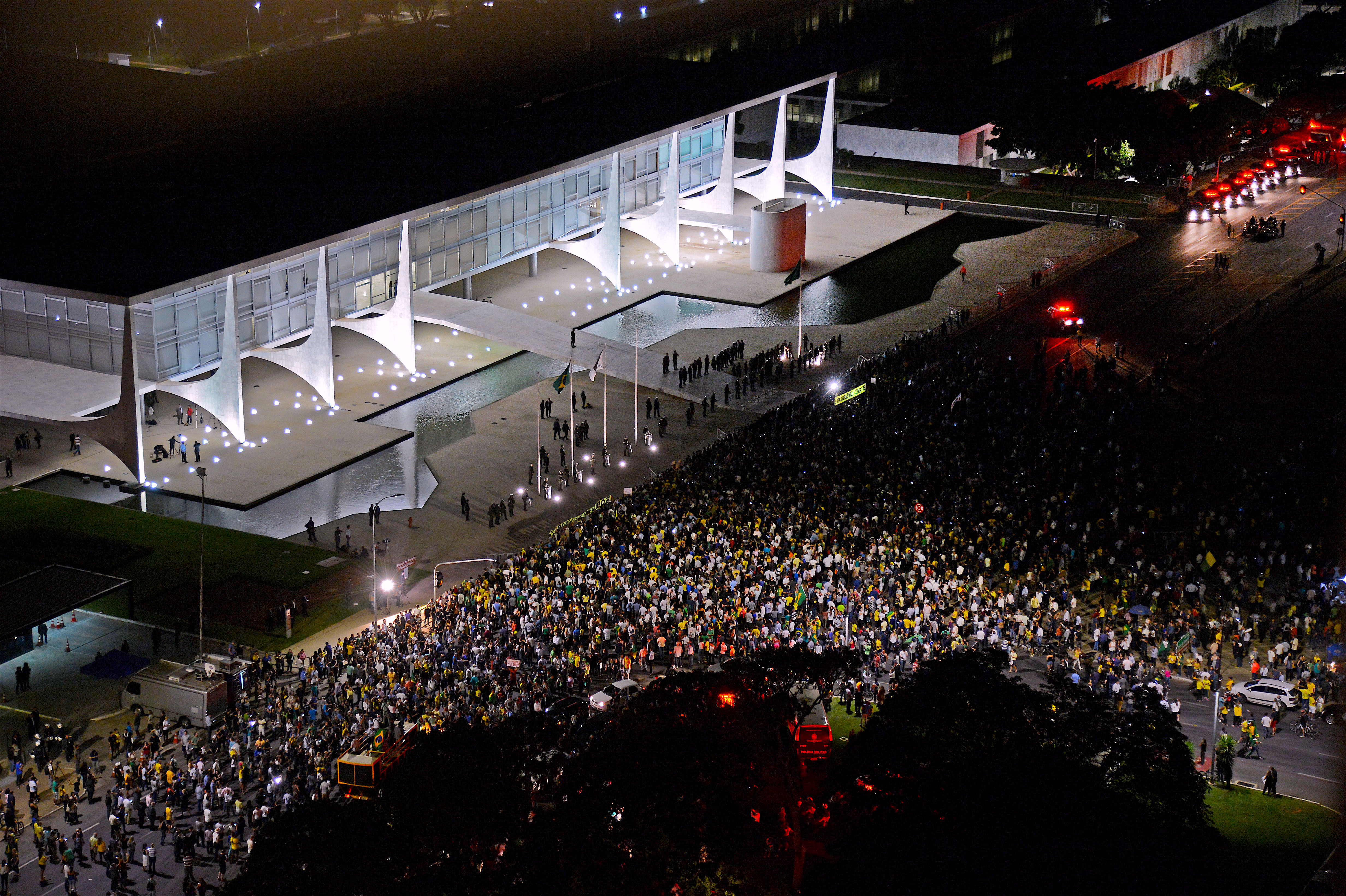
Protesta contra el nombramiento del expresidente Lula como Ministro de la Casa Civil, en 16 de marzo de 2016.

Tras la divulgación de grabaciones entre Lula y la presidenta Dilma autorizadas por el juez Sergio Moro a los medios de comunicación, se sugirió que el contenido de una de las conversaciones señalaría una obstrucción a la justicia con el nombramiento. 
Así, la confirmación de la posesión de Lula como Ministro de la Casa Civil causaría indignación de algunos sectores de la población, con protestas en algunas ciudades del país. Los eventos de la quiebra del sigilo y de la posesión de Lula agravaron la crisis política y, consecuentemente, los riesgos del pedido de impedimento llevarse hasta el fin, con la pérdida del cargo de la presidenta Dilma.
Además de eso, hubo manifestaciones de especialistas. Gustavo Franco, que fue Presidente del Banco Céntrico en el gobierno de Fernando Henrique Cardoso, declaró que la recesión por la cual el país pasaba podía ser la peor desde 1900, cuando los números pasaron a ser confiables. Él hizo conjeturas acerca de los gastos del gobierno tras el descubrimiento de la reserva pre-sal, comparando Brasil con Venezuela, rico en petróleo. Aún en sus palabras, la solución económica moderna para los países era contener gastos y la deuda interna del país estaba fuera de la capacidad de pago del gobierno. Él también citó la corrupción y dijo que las "pedaladas fiscales", una maniobra para pagar programas sociales,  fueron una confesión de crimen.

### Manifestaciones contrarias de personas y entidades

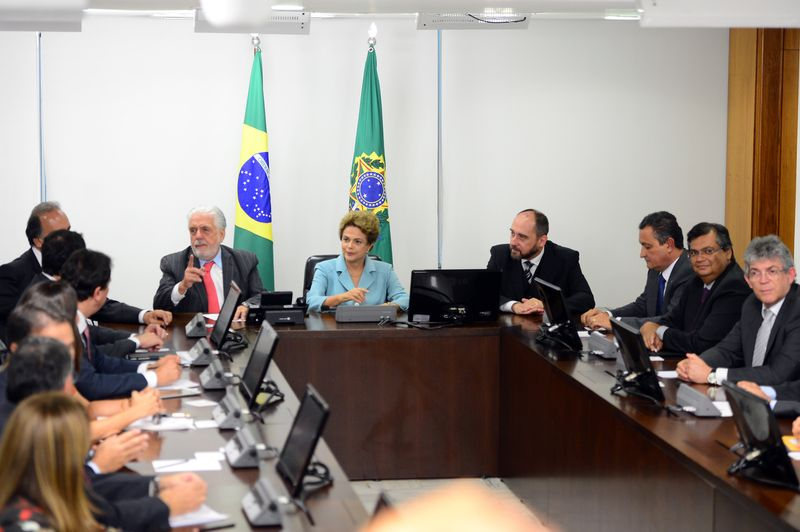
Dilma durante reunión con gobernadores contrarios al impedimento, en 8 de diciembre de 2015.

Así como hubo manifestaciones favorables, hubo también manifestaciones contrarias. El Consejo Nacional de Iglesias Cristianas y la Conferencia Nacional de los Obispos de Brasil se mostró oficialmente contra el proceso de impedimento. Algunas universidades también protestaron. En 10 de diciembre, rectores y pro-rectores de 41 universidades e institutos técnicos federales entregaron una carta de manifestación contra el pedido. Además de eso, diversas entidades de trabajadores se unieron al grupo contrario al proceso: la Central Única de los Trabajadores, el Movimiento de los Trabajadores Rurales Sin Tierra, la Unión Nacional de los Estudiantes, la Confederación Nacional de los Trabajadores en la Agricultura y la Marcha Mundial de las Mujeres.
Además de esas instituciones, dieciséis gobernadores, durante un encuentro con Dilma, firmaron la "Carta por la Legalidad", contraria al proceso. Más tarde, dieciséis alcaldes de capitales se unieron a los gobernadores en esa protesta. A presidente también recibió el apoyo de treinta juristas, que se reunieron con ella el día 7 de diciembre. Uno de ellos, el profesor Luiz Moreira Gomes Júnior, cuestionó la base constitucional del pedido y la credibilidad de Cunha para lo conducís.
El jurista Marcello Lavenére, que era presidente de la OAB en 1992 y que fue el autor del pedido de impeachment de Fernando Collor, afirmó que el caso de Dilma era diferente porque ella no era blanco de acusaciones de práctica de actos ilícitos. En la visión de Lavenére, sería en verdad un caso de disputa política; él repudiou la controversia sobre la meta fiscal, defendiendo la imposibilidad de un mandato ser afectado por actos del mandato anterior (las pedaladas). Según ese raciocínio, los actos de la presidenta en el primer mandato podrían ser usados contra ella en la esfera judicial, pero no podrían barrar el segundo mandato.

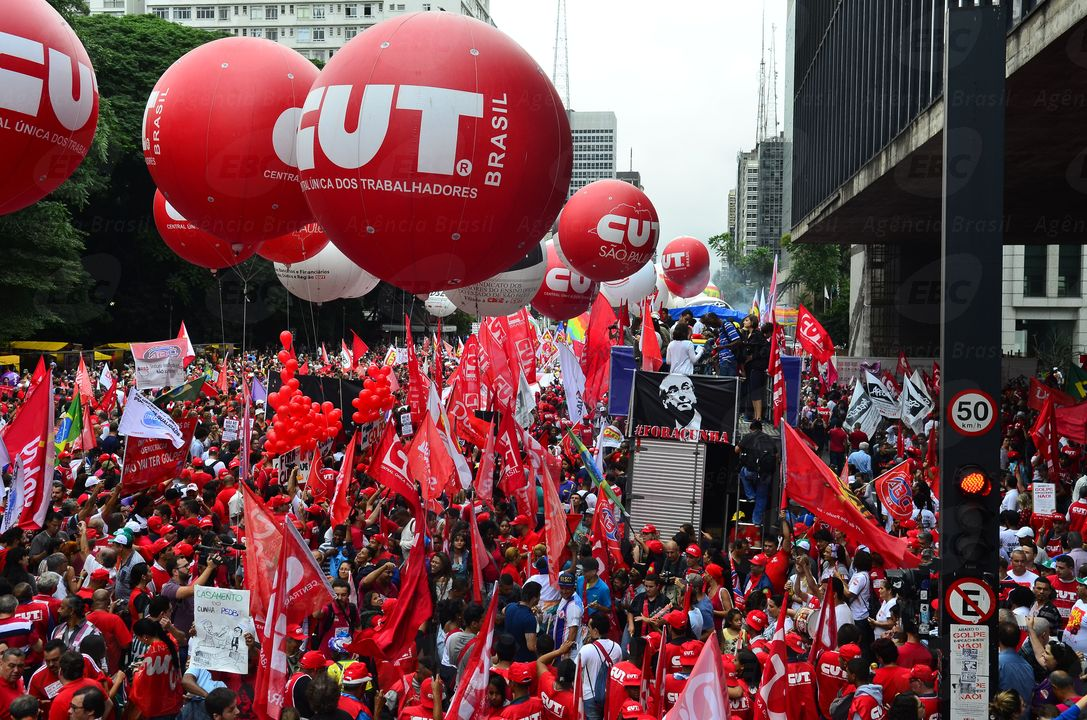
Manifestación pro-Dilma en São Paulo, en 16 de diciembre de 2015.

Otros liderazgos políticos nacionales también se manifestaron. Flávio Dino (PCdoB-ME La), Ciro Gomes (PDT-CE) y Carlos Lupi (PDT-RJ) lanzaron un movimiento llamado "Red de la Legalidad contra el impedimento de la presidente Dilma Rousseff." Los líderes políticos pretendían usar internet, más precisamente las redes sociales, para defender su oposición al pedido. Ellos crearon la página "Golpe nunca más" en el Facebook. El nombre era una referencia al proyecto "Brasil nunca más", que denunció los crímenes cometidos por la dictadura militar contra sus opositores políticos. Según los políticos citados, el impedimento era un golpe porque el proceso hería la Constitución. Dilma no tuvo, según ellos, participación directa en crímenes de responsabilidad.
En cuanto a las manifestaciones populares, movimientos sociales y sindicales, profesores y estudiantes hicieron marchas en las calles, el día 16 de diciembre, en 23 ciudades, incluyendo dieciocho capitales, defendiendo el Partido de los Trabajadores y la democracia, manifestándose contra el pedido de apertura de impedimento de la presidenta Dilma Rousseff y pidiendo la salida de Eduardo Cunha de la Cámara. Participaron del acto integrantes de la CUT, de la Intersindical, del Movimiento de los Trabajadores Rurales Sin Tierra (MST), del Movimiento de los Trabajadores Sin Techo (MTST), de la Central de los Trabajadores y Trabajadoras de Brasil (CTB), de la Unión Nacional de los Estudiantes (UNE), entre otras entidades.

### Manifestaciones internacionales

#### Prensa extranjera
Hasta mediados de agosto de 2015, la prensa internacional se colocó majoritariamente contraria al impeachment de Dilma. En ese sentido, el The New York Equipos, el The Financial Equipos, el El País y France Presse divulgaron editoriales o noticias contrarias a la medida. En la opinión del Financial Equipos, si fuera destituida, Dilma "probablemente sería sustituida por otro político medíocre". En la evaluación de France Presse, el impedimento colocaba en riesgo la democracia en el país, mientras el The New York Equipos expuso que a presidente "admirablemente no demostró esfuerzos para constranger o influenciar las investigaciones [de la Operación Lava Jato]".
Luego después de la aceptación del pedido, el periódico francés Le Figaro declaró que "La decisión de abrir el proceso de impedimento arriesga hundir lo Brasil en una gravíssima crisis política que puede paralizar por meses el gigante de América Latina (...)". El italiano La Repubblica relató que el proceso era un enfrentamiento entre el Presidente de la Cámara y a Presidente de la República. De la misma forma, el Le Monde citó que la apertura del proceso era un acto de venganza personal de Eduardo Cunha.
En 18 de marzo de 2016, un editorial del Ny Equipos afirmó que Dilma estaba "luchando por supervivencia política" en el momento en que el clamor por su impedimento aumentaba y clasificó como "ridículos" los motivos presentados para nombrar Lula. La Bloomberg igualmente criticó el nombramiento de Lula, diciendo que "Dilma Rousseff mofa de la Justicia brasileña". En 20 de marzo, el The Guardian, también en editorial, declaró que, si Dilma no consiguiera restaurar la tranquila, debería convocar nuevas elecciones o renunciar. El periódico también dijo que la crisis podría llevar a una intervención militar y evidenciava más un ejemplo de reversão de la "guinada a la izquierda".
En 23 de marzo, la The Economist publicó una materia con el título Equipo te lo go (o "hora de ir", en traducción libre). Según la materia, la salida de Dilma "ofertaría a Brasil la oportunidad de un nuevo comienzo". En relación a un potencial gobierno Temer, la revista dijo que "A pesar del mercado empresarial enxergar posible mejora de la economía con Temer en el mando del gobierno, los brasileños no comparten ese entusiasmo". A The Economist también resaltó que el próximo presidente iría a heredar muchos conflictos políticos y partidarios, retração del PIB, inflación alta, gran desempleo y otros problemas en el área de la economía.
En la edición de 15 de abril, el periódico norteamericano The New York Equipos informó que el proceso era liderado por políticos con diversas acusaciones criminales, como corrupción, fraude electoral y abusos de derechos humanos. Según el periódico, el proceso de impedimento "revela la hipocresía entre los líderes brasileños en el debate nacional". La materia expuso aunque a presidente no era acusada de robar dinero público, lo que fue mencionado como "una raridade" en el escenario brasileño.

#### Líderes y entidades mundiales
En 22 de marzo, la Comisión Económica para América Latina y Caribe (CEPAL) de las Naciones Unidas envió un mensaje a la presidenta Dilma, respaldando el Estado Democrático de Derecho y el ejercicio del Poder Ejecutivo. La secretaria de ese organismo, Alicia Bárcena, citó los avances sociales y políticos de Brasil en la última década y manifestó su preocupación con la estabilidad democrática del país. Ella enfatizó el compromiso de Dilma con la justicia y la igualdad: "Nunca, en la historia de Brasil, tantos y tantos de sus compatriotas consiguieron huir del hambre, de la pobreza y de la desigualdad". Al reconocer la cultura de la corrupción, ella apoyó "la creación de nueva legislación más severa e instituciones represivas más fuertes". Y completó, diciéndose preocupada con los ataques mediáticos que visaban la "demolir su imagen y su legado, al tiempo que se multiplican los esfuerzos para reducir la autoridad presidencial e interrumpir el mandato que los ciudadanos les dieron en las urnas".
Los presidentes Evo Morales, de Bolivia, y Nicolás Maduro, de Venezuela, alertaron para el riesgo de un "golpe de Estado" contra Dilma. El uruguayo Tabaré Vázquez  también declaró ser contrario al alejamiento de Dilma. Morales fue además y pidió una reunión de emergencia de la UNASUL con el objetivo de defender a presidente brasileña. A mediados de marzo de 2016, la asesora de Seguridad Nacional de Estados Unidos, Susan Rice, afirmó que "Los ciudadanos están levantando sus voces en nombre de principios que están en la base de las sociedades democráticas y justas, incluyendo el Estado de Derecho, lo debido proceso legal y [la necesidad de] prestación de cuentas". Pocos días después, el presidente norteamericano, Barack Obama, evaluó que lo "Brasil tiene una democracia madura, va a superar la crisis y salir fortalecido."
En 26 de marzo, el alto representante-general del Mercosur, el exdiputado brasileño Florisvaldo Fier (PT-PR), dijo que el bloque podría aplicar la llamada cláusula democrática contra lo Brasil, en el caso del impedimento concretizarse, lo que acarrearía algún tipo de punición para el país. Según Rosinha, los países del Mercosur estaban preocupados con una ruptura de la orden institucional y de la Constitución en Brasil. La cláusula citada es el Protocolo de Ushuaia, firmado en 1998, el cual determina que "la plena vigencia de las instituciones democráticas es condición esencial para la integración entre los Estados-partes" y que prevé sanciones contra el países donde haya "ruptura de la orden democrática". Las sanciones varían de la suspensión de algunos derechos hasta la exclusión temporal. Esta fue utilizada contra Paraguay en 2012, cuando el presidente Fernando Lugo fue destituido en un proceso de impedimento (con otra legislación) que muchos consideraron un golpe. Pero, el exdiputado dijo que hablaba como ciudadano y que no había previsión de una reunión de cancilleres para tratar de Brasil.
En 12 de abril, la ONU volvió a manifestarse. Ravina Shamdasani, portavoz del Alto Comissariado de la ONU para Derechos Humanos, en una conferencia de prensa en Ginebra, en la Suiza, hizo un llamamiento para que el Poder Judicial fuera respetado y para que la democracia brasileña, por la cual el país luchó tanto, no fuera minada en el proceso de impedimento. La semana anterior, el Secretario-General de la ONU, Ban Ki-moon, ya había dicho que, aunque el problema político aún fuera doméstico, lo Brasil es un país muy importante y que cualquier inestabilidad política en el país es una preocupación social para la entidad, pidiendo a los líderes nacionales la prevención de un impacto internacional a partir de la crisis corriente.
El 20 de abril los representantes de Bolivia, Costa Rica, Cuba, Ecuador, Nicaragua y Venezuela se levantaron de sus asientos en protesta cuando correspondió hablar a Temer ante la Asamblea General de Naciones Unidas.

### Otros hechos relevantes

#### Orden de los Abogados de Brasil
El abogado Erick Venâncio, relator de una comisión que analizó el impedimento de la presidenta Dilma Rousseff en la Orden de los Abogados de Brasil (OAB), presentó, el día 18 de marzo, un informe favorable al procesamiento de la petista por supuesto cometimento de crímenes de responsabilidad. La conclusión del informe de la comisión fue que a presidente incurrió en crímenes de responsabilidad en función de: haber autorizado las llamadas "pedaladas fiscales" (retraso en el pago a bancos por repases a programas de gobierno); haber practicado la renuncia fiscal concedida para la realización de la Copa del Mundo de 2014; y por efectuar una supuesta interferencia en la Operación Lava Jato, a partir de la delação premiada del senador Delcídio de Amaral (sin partido-MS).

##### Nuevo pedido de impedimento
En 28 de marzo de 2016, la OAB envió un nuevo pedido de impedimento a la Cámara de los Diputados, apoyado por centenares de abogados, consejeros federales y presidentes de seccionáis. El presidente de la Orden, Claudio Lamachia, afirmó tratarse de una decisión respaldada por los dirigentes nacionales, los cuales fueron elegidos por casi un millón de abogados del país. El presidente dijo que la OAB no es del gobierno ni de la oposición, teniendo como norte los ciudadanos. "La OAB apunta las pedaladas fiscales, las renuncias fiscales ilegales en favor de la Fifa y la intención de beneficiar un aliado, blanco de investigación judicial, atribuyéndole las prerrogativas de ministro de Estado. Son razones técnicas, pues la OAB tiene noción de que no puede envolverse en la política partidaria y en las cuestiones ideológicas. La OAB no es del gobierno ni de la oposición, pero del ciudadano y de la sociedad. Nuestro partido es lo Brasil", dijo Lamachia.

#### Manifestaciones de Dilma Rousseff

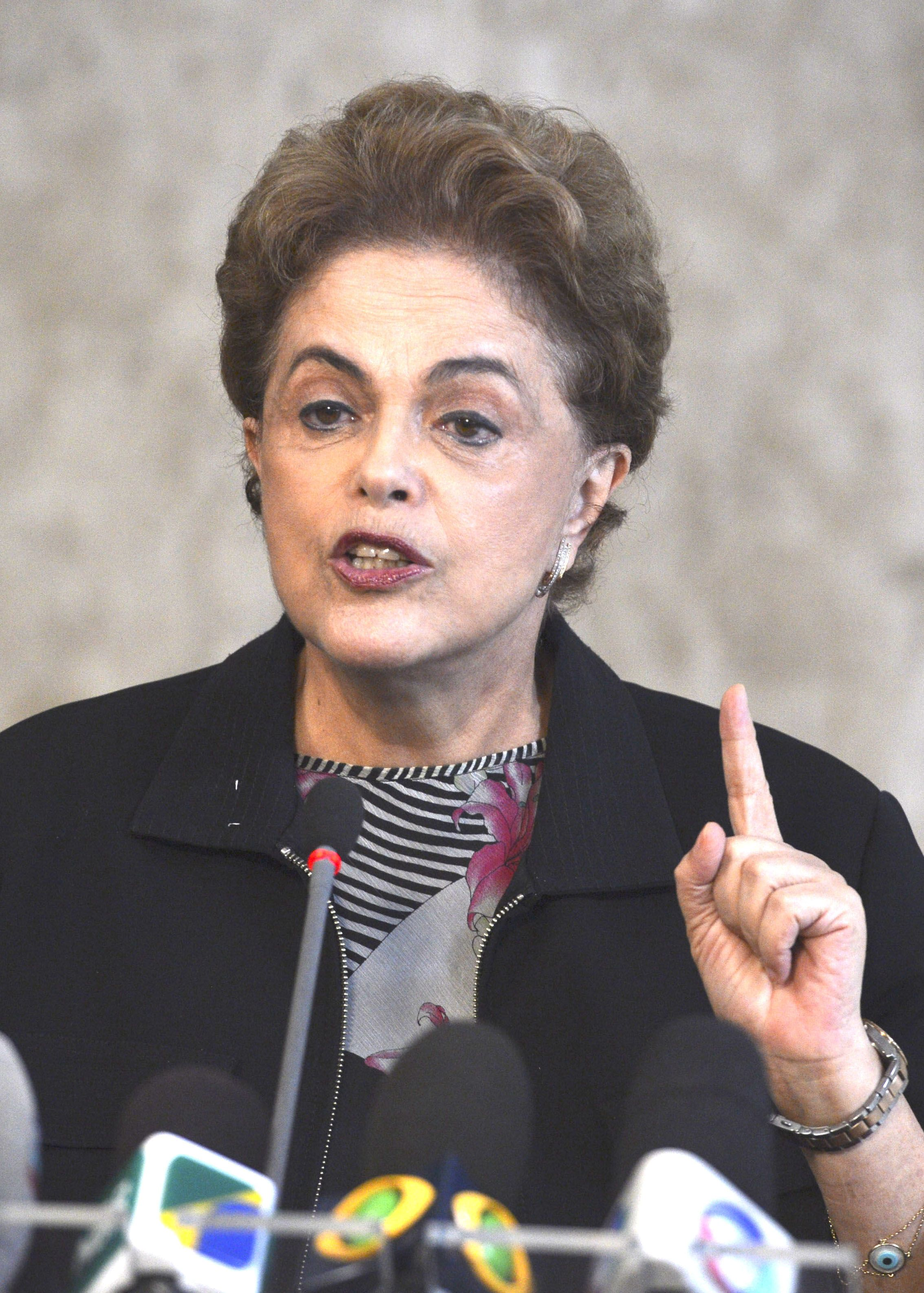
Dilma durante entrevista colectiva, en 11 de marzo de 2016.

A presidente Dilma convocó una entrevista colectiva el día 11 de marzo de 2016. Dos días antes, Aécio Nieves había sugerido que ella renunciara como salida para las crisis política y económica. En respuesta, Dilma dijo que no es adecuado un líder de la oposición sugerir la renuncia de un presidente electo de forma legítima sin presentar pruebas de que este infringió la Constitución.
Ella añadió que los que pedían su renuncia reconocían que no había una base real para la salida voluntaria de su cargo, reduciendo tal pedido a intereses políticos. A presidente aún declaró que pedir la renuncia era reconocer que no había una base para el impedimento y que, si hubiera interés en intentar ese instrumento constitucional, ella discutiría su situación con toda la sociedad, esclareciendo que no existía nada contra ella que justificara la pérdida de su mandato. Cuestionada sobre se estaría resignada con su alejamiento de la presidencia, Dilma afirmó que no es de su perfil estar resignada frente la dificultades y que ella no posee esa postura delante de la vida. En relación a otros asuntos, ella hizo un gran llamamiento para que las manifestaciones programadas para el domingo siguiente ocurrieran de forma pacífica. Ella dijo que las protestas eran un momento importante para el país porque afirmaban la democracia.
El día 22 de marzo, Dilma volvió a declarar enfáticamente que no renunciaría y clasificó el proceso de impedimento como un crimen contra la democracia, durante un discurso en el Palacio del Planalto. Según ella, el impedimento es un instrumento previsto en la Constitución para alejar un presidente que cometió crimen de responsabilidad. Sin que exista ese crimen, el proceso de impedimento se hace un crimen contra la democracia. Y completó: "Se puede describir un golpe de Estado con muchos nombres, pero él siempre será lo que es: la cultura de la ilegalidad, atentado a la democracia. No importa si el arma del golpe es un fusil, una venganza o la gana de algunos de llegar más rápido al poder".

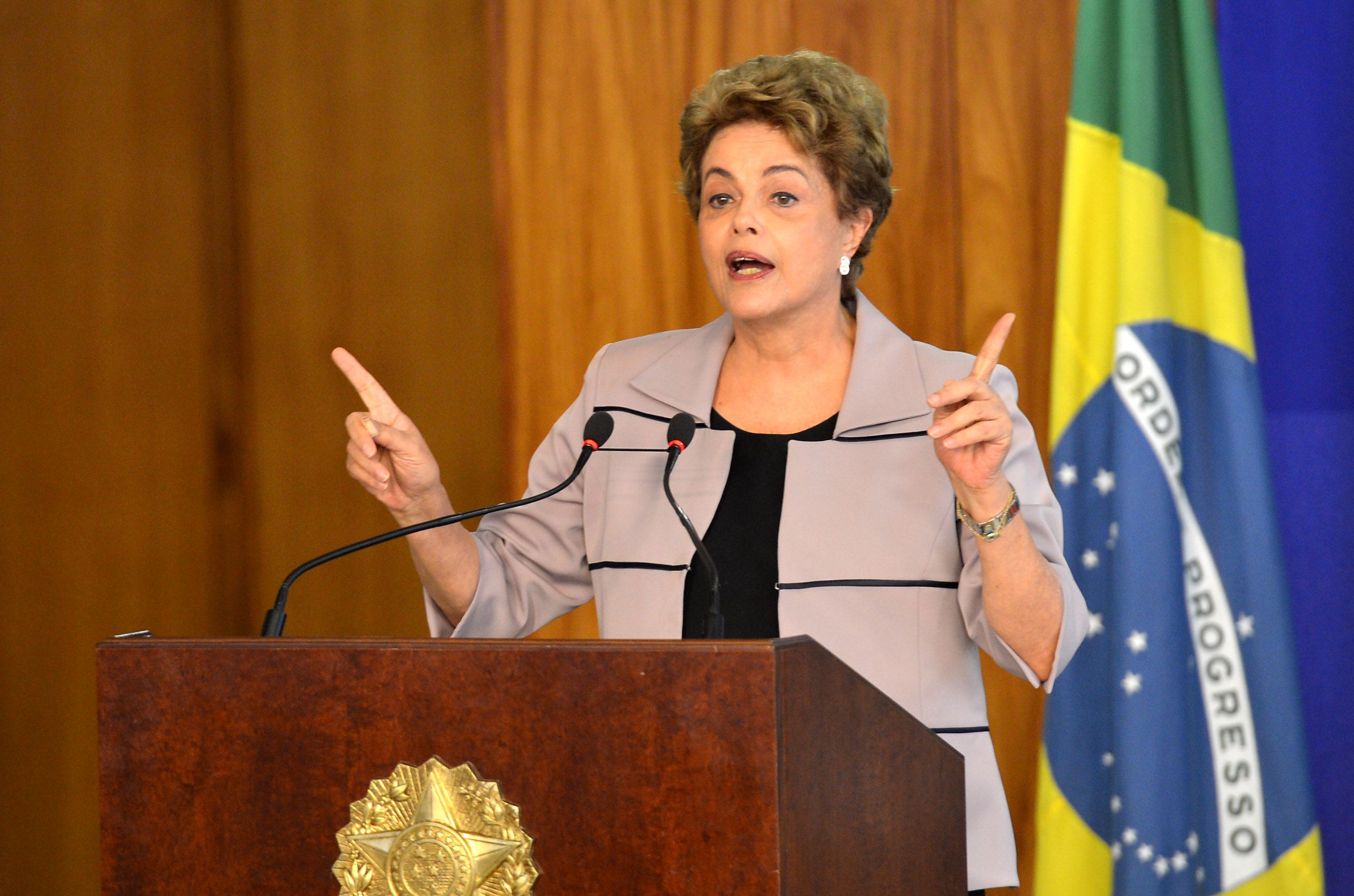
Dilma durante ceremonia contra el impeachment en el Palacio del Planalto, en 31 de marzo.

En 24 de marzo, Dilma se encontró con correspondientes de periódicos extranjeros y reafirmó que no iría a renunciar. En consonancia con el The New York Equipos, Dilma recibió reporteros del Le Monde, Página 12, El País, The Guardian, Die Zeit, además del propio Equipos. A presidente argumentó que no había fundamentos legales en el pedido de impedimento y clasificó el proceso como un golpe. Ella también declaró que Eduardo Cuña había abierto el proceso para desviar las atenciones de las acusaciones de corrupción contra él. Dilma también prestigió el nombramiento de Lula y dijo tener la convicción de que obtendría los votos necesarios en la comisión de impedimento.
En el centro de la crisis, a presidente intentaba construir la imagen de una mujer guerrera, que enfrentó la dictadura militar y ahora enfrentaba un tipo de golpe de Estado. Ella también expresaba inconformismo por Cuña, que era investigado por corrupción, conducir el proceso, y por ser acusada de maniobras económicas que, según ella, nada tenían que criminal. Un día después de la rotura del PMDB con el gobierno, a presidente volvió a llamar de golpe la tentativa de la oposición de derrumbarla del Palacio del Planalto y afirmó que "Aquellos que piden el impedimento promueven la intolerancia en el país".
En 15 de abril, Dilma hizo su último pronunciamiento antes de la votación en la Cámara. Ella pretendía divulgar un vídeo en la televisión, pero quedó con miedo de los "panelaços" y prefirió usar las redes sociales, como el YouTube. En poco más de seis minutos, ella repitió la insinuación de golpe y afirmó que "Lo que está en juego es el respeto a la gana soberana del pueblo brasileño, el respeto a las urnas, las conquistas sociales y los derechos de los brasileños". Usando más una vez la estrategia del miedo, ella declaró en riesgo los programas sociales del gobierno, como lo Bolsa Familia. En relación a la pre-sal, ella dijo que "Los golpistas irán a cambiar el régimen de reparto y entregar los recursos a las multinacionales extranjeras". Completando, ella aseveró que no había cualquier acusación de corrupción o desvío de dinero público contra ella.

#### Quitação de las pedaladas
En 30 de diciembre de 2015, el gobierno pagó todas las deudas que tenía con el Banco Nacional de Desarrollo Económico y Social (BNDES), el Fondo de Garantía por Tiempo de Servicio (FGTS), la Caja Económica Federal y el Banco de Brasil; deudas referentes a las llamadas pedaladas fiscales. El valor total de ese pago fue de R$ 72,4 mil millones. Así, el descuento de la meta fiscal sería de R$ 55,8 mil millones en 2015 y no de R$ 57 mil millones, como anunciado anteriormente; y el límite de la meta fiscal de 2015 para las cuentas del gobierno federal pasaría a ser de R$ 118,65 mil millones, en vez de la previsión anterior de R$ 199,9 mil millones.

#### Ministros y exministros del STF
En 23 de marzo de 2016, Días Toffoli, ministro del Supremo Tribunal Federal y presidente del Tribunal Superior Electoral, afirmó que el proceso de impedimento contra a presidente Dilma era previsto en la Constitución y en las leyes brasileñas. "No se trata de un golpe. Todas las democracias tienen mecanismos de control y el proceso de impedimento es un tipo de control", explicó.
En la misma fecha, la ministra Carmen Lúcia contestó a presidente Dilma Rousseff, la cual afirmó que el proceso de impedimento contra ella era "ilegal" y "ilegítimo" y que había un golpe en marcha. Según la ministra, el proceso del impedimento no sería un golpe si la Constitución fuera respetada. La ministra aún defendió la Operación Lava Jato al afirmar que eran observadas rigurosamente la Constitución y las leyes.
Para el exministro Ayres Britto, el impedimento es legal y está en la Constitución. En consonancia con Ayres, "a presidente puede perder el cargo, por ejemplo, en proceso de impedimento, en acción penal común, en acción de improbidad administrativa. Nada de eso es golpe. Según la Constitución, la legitimidad de un presidente depende de dos factores: de su investidura y del ejercicio del cargo. La investidura es la voz de las urnas, pero ella no es suficiente. Hay también el ejercicio, a presidente tiene que se legitimar todo el tiempo. Si se deslegitima, pierde el cargo, en los casos de los artículos 85 y 86 de la Constitución. Pero es fundamental no preterir el contradictorio, la amplia defensa – que no es corta – lo debido proceso legal. La pureza de los fines y la pureza de los medios están enlazados umbilicalmente, no se puede romper el cordón umbilical en esos casos".
En 24 de marzo, el ministro decano Celso de Mello defendió que el impedimento no es un golpe y criticó las declaraciones del expresidente Lula sobre a Lava Jato. Al ser cuestionado por una activista sobre el impedimento, dijo: "Esa respuesta yo ya di en el juicio en diciembre de 2015, en el Supremo Tribunal Federal (STF). Dijo que el impedimento no puede ser reducido a un mero golpe de estado porque el impedimento es un instrumento previsto en la Constitución, que establece reglas básicas. Si esas reglas fueron respetadas, obviamente el impedimento no puede ser considerado un acto de arbítrio político y violencia política". "ES un instrumento legítimo por el cual se objetiva viabilizar la responsabilidad política de cualquier presidente de la República, no importa quién sea, no importa la cual partido esta persona esté afiliada", completó.
En 26 de marzo, el exministro del STF, Eros Grado, alertó que clasificar el proceso de impeachment como golpe sería una agresión a la Constitución brasileña, y defendió la legalidad de un juicio. Para el exministro, "Quien no es criminal enfrenta con dignidad el debido proceso legal, ejerciendo el derecho de probar no haber sido agente de comportamiento criminoso". Y continuó: "Quién procedió correctamente no teme enfrentar el juicio de Senado Federal. Ya el delincuente hace de todo buscando escapar del juicio". Por la tesis de Grados, el simple miedo del juicio es una "evidencia de delincuencia".
El día 28 de marzo, el Presidente del STF, Ricardo Lewandowski, al le pregunten si el impedimento se trataba de golpe, afirmó que "golpe es una expresión que pertenece al mundo de la política. Nodos aquí usamos sólo expresiones del mundo jurídico". Para el ministro Luís Roberto Barroso, "impedimento no es golpe, es un mecanismo previsto en la Constitución para alejamiento del presidente. Evidentemente, se impone el respeto a la Constitución y a las normas. En ese Fla-Flu, el Supremo no tiene lado. El Supremo es un árbitro". Por otro lado, en 30 de marzo, el ministro Marco Aurélio Mello afirmó: "Si no hubiera hecho jurídico que respalde el proceso de impedimento, ese proceso no se encuadra en figurín legal y transparece como golpe".

#### Lista de la Odebrecht
La divulgación de la lista de políticos que recibieron dinero de la empresa Odebrecht causó rumores de que el proceso de impedimento estaría comprometido. La lista citaba algunos de los oposicionistas que exigían el impedimento de Dilma sobre la misma base, es decir, por corrupción e implicación con la empreiteira. Entre ellos, estaban Aécio Nieves y el diputado Paulo Pereira de Silva (SD-SP), uno de los fundadores del frente parlamentario que exigía la salida anticipada de la presidenta. En total, eran más de doscientos políticos de dieciocho partidos. Aún no se sabía si el recibimiento era de origen ilícito ni el motivo por el cual fue divulgado sin la autorización de la Justicia.